# Metro do Porto

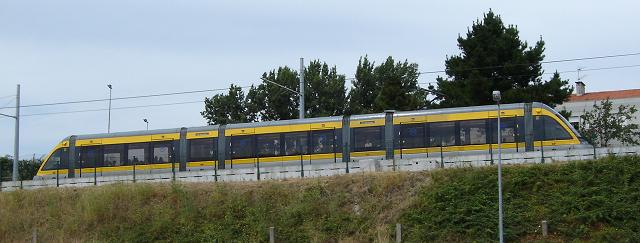
Een Eurotram

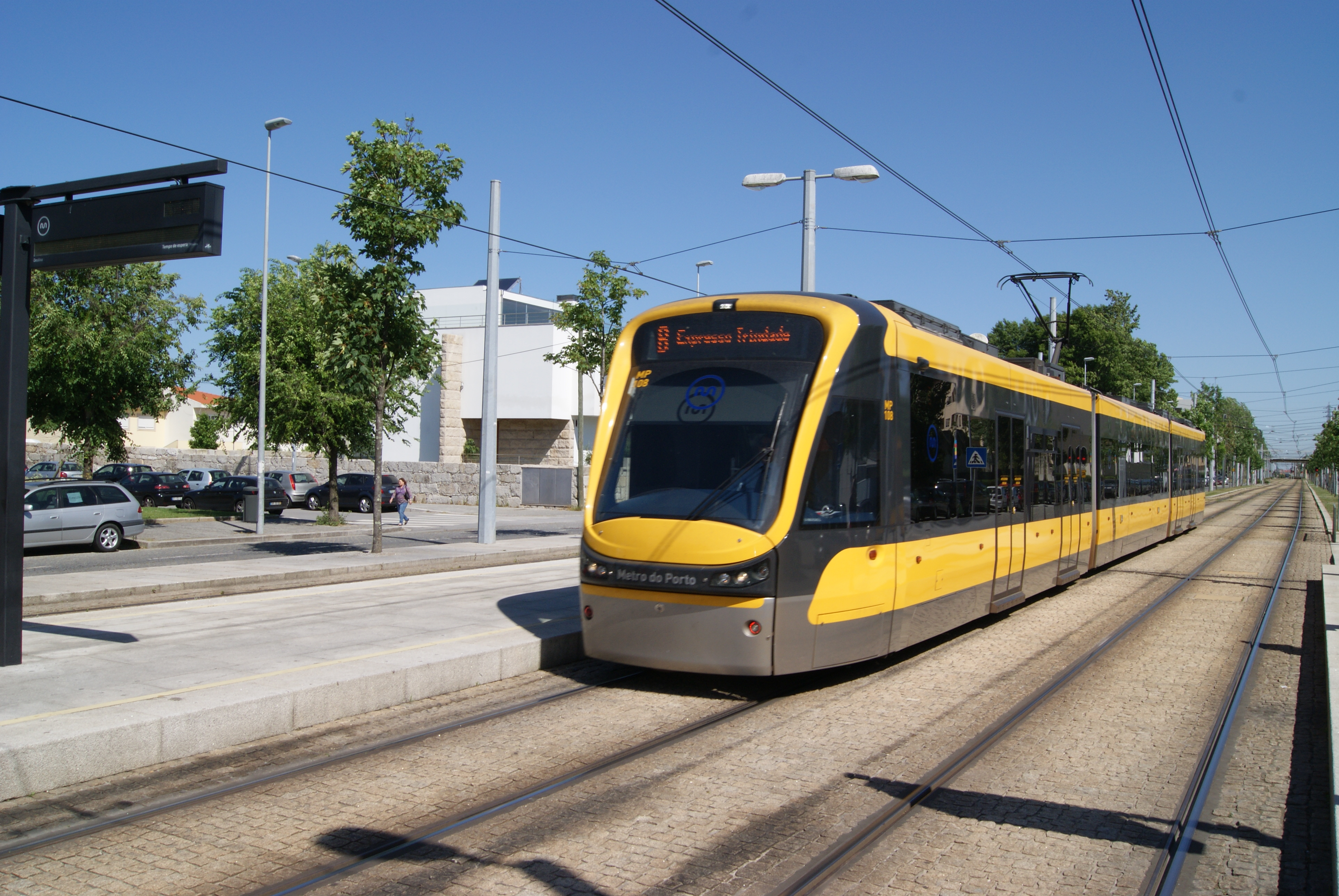
Een tram op lijn B

De Metro do Porto is een semimetronet in de Portugese stad Porto dat op 7 december 2002 van start ging. Anders dan de officiële naam doet vermoeden is het geen volwaardige metro. Er zijn wel metro-achtige kenmerken, zoals ondergrondse trajecten en langere trajecten waarbij de tram niet in aanraking komt met overig verkeer. Op het netwerk rijden drie typen lagevloertrams.

## Aanleiding
Door het toenemend aantal auto's begon in de laatste decennia van de twintigste eeuw het verkeer – en daarmee ook het openbaar vervoer grotendeels bestaand uit bussen – in het centrale deel van Porto steeds meer vast te lopen. De weinige restanten van het eens grote maar inmiddels zwaar verouderde tram netwerk boden ook geen soelaas.
De spoorlijnen welke de verbinding onderhielden vanaf het station Trindade nabij de binnenstad met plaatsen ten noorden van de stad moesten nodig gemoderniseerd worden. Deze hadden meterspoor en de dienst werd uitgevoerd met dieseltreinstellen waarvan de meeste waren gebouwd in de zeventiger jaren van de twintigste eeuw.
In 1998 werd besloten om een sneltram systeem te bouwen waarin de routes van deze smalspoorlijnen grotendeels zouden worden opgenomen. In de nauwe straten in de binnenstad was geen plaats voor vrije banen, zodat hier de lijnen ondergronds moesten worden gebouwd.

## Geschiedenis
Het eerste deel van lijn A is officieel geopend in het bijzijn van minister-president José Manuel Barroso. Vlak voor de start van het EK Voetbal in 2004 werd lijn A verlengd van Trindade naar Estádio do Dragão, het voetbalstadion van FC Porto. Op 14 april 2005 werd lijn B in gebruik genomen en op 30 juli 2005 volgde de ingebruikname van lijn C. Op 17 september 2005 werd de geheel nieuwe lijn D geopend. In 2006 werden de lijnen B, C en D verlengd en werd lijn E in gebruik genomen. Hiermee was Fase 1 van de aanleg van het netwerk afgerond, met dien verstande dat het traject ISMAI - Trofa nog ontbrak. In 2008 werd het eerste onderdeel van Fase 2 geopend met een nieuwe verlenging van lijn D. In 2011 werd lijn F geopend en lijn D andermaal verlengd.
Voor het oversteken van de rivier is het bovendek van de uit de 19e eeuw stammende Ponte Luís I gebruikt. Voorafgaand is deze brug grondig gerenoveerd en is het bovendek verbreed. Voordat deze werkzaamheden konden beginnen is een nieuwe brug, de Ponte Infante Dom Henrique, gebouwd als vervanging voor het verkeer over het bovendek van de Ponte Luís I. De bouw en exploitatie waren gegund aan Normetro, een speciaal hiervoor opgericht consortium van Soares da Costa, Somague Engenharia, Impregilo, Bombardier Transportation, Balfour Beatty Rail, Transdev en Semaly. Na het grotendeels realiseren van de eerste fase van de bouw van het netwerk begon men met de ontwikkeling van fase 2. De economische crisis en de penibele financiële situatie van de Portugese staat heeft echter dit proces tot staan gebracht.

### Fase 1
- 7 december 2002 opening lijn A van Trindade naar Senhor de Matosinhos. Lengte 11,8 km met 18 stations/haltes: Trindade - Lapa - Carolina Michaelis - Casa da Música - Francos - Ramalde - Viso - Séte Bicas - Senhora da Hora - Vasco da Gama - Estádio do Mar - Pedro Hispano - Parque Real - Câmara Matosinhos - Matosinhos Sul - Brito Capelo - Mercado de Matosinhos - Senhor de Matosinhos.
- 6 juni 2004 verlenging lijn A van Trindade naar Estádio do Dragão. Lengte 3,8 km met 5 nieuwe stations: Estádio do Dragão - Campanhã - Heroísmo - Campo 24 Agosto - Bolhão - Trindade.
- 12 maart 2005 opening lijn B van Estádio do Dragão naar Pedras Rubras. Tussen Estádio do Dragão en Senhora da Hora wordt hetzelfde traject gevolgd als lijn A. Lengte nieuw geopend traject 6,7 km met 5 nieuwe haltes: Senhora da Hora - Fonte do Cuco - Custóias - Esposade - Crestins - Pedras Rubras.
- 30 juli 2005 opening lijn C van Estádio do Dragão naar Forúm Maia. Tussen Estádio do Dragão en Senhora da Hora wordt hetzelfde traject gevolgd als de lijn A en tot Fonte do Cuco ook als lijn B. Lengte nieuw geopend traject 6,0 km met 6 nieuwe haltes: Fonte do Cuco - Cândido dos Reis - Pias - Araújo - Custió - Parque Maia - Forúm Maia.
- 17 september 2005 opening lijn D van Poló Universitário naar Câmera de Gaia. Lengte 5,7 km met 11 nieuwe stations/haltes: Poló Universitário - Salgueiros - Combatentes - Marquês - Faria Guimarâes - Trindade - Aliados - São Bento - Jardim do Morro - General Torres - Câmara de Gaia.
- 10 december 2005 verlenging lijn D van Câmera de Gaia naar João de Deus. Lengte 0,4 km met 1 nieuwe halte: Câmera de Gaia - João de Deus.
- 18 maart 2006 verlenging lijn B van Pedras Rubras naar Póvoa de Varzim. Lengte 17,2 km met 15 nieuwe haltes/stations: Pedras Rubras - Lidador - Vilar do Pinheiro - Modivas Sul - Modivas Centro - Mindelo - Espaço Natureza - Varziela - Árvore - Azurara - Santa Clara - Vila do Conde - Alto de Pega - Portas Fronhas - São Brás - Póvoa de Varzim.
- 31 maart 2006 verlenging lijn C van Forúm Maia naar ISMAI. Lengte 4,5 km met 4 nieuwe haltes: Forúm da Maia - Zona Industrial - Mandim - Castêlo da Maia - ISMAI.
- 31 maart 2006 verlenging lijn D van Poló Universitário naar Hôspital de Soão João. Lengte 1,2 km met 2 nieuwe haltes: Hospital de São João - IPO - Poló Universitário.
- 27 mei 2006 opening lijn E van Estádio do Dragão naar Aeroporto. Tussen Estádio do Dragão en Verdes wordt hetzelfde traject gevolgd als de lijn B. Lengte van het nieuwe traject 1,5 km met 3 nieuwe haltes: Verdes - Botica - Aeroporto. De halte Verdes ligt op lijn B tussen Crestins en Pedras Rubras en komt op deze datum ook in dienst voor lijn B.

De in Fase 1 ook geplande verlenging van lijn C van ISMAI naar Trofa werd niet gerealiseerd.

### Fase 2
- 28 mei 2008 verlenging lijn D van João de Deus naar Dom João II. Lengte 0,6 km met 1 nieuwe halte: João de Deus - Dom João II.

Voorafgaand aan de opening van lijn F werd lijn C op 6 september 2010 ingekort van Estádio do Dragão tot Campanhã. De capaciteit van het station Estádio do Dragão om trams te laten keren zonder de doorgaande trams van lijn F te hinderen was hiervoor de reden. Alleen bij wedstrijden van FC Porto rijdt lijn C wel door naar Estádio do Dragão.
- 2 januari 2011 opening van lijn F van Fânzeres naar Senhora da Hora. Tussen Estádio do Dragão en Senhora da Hora wordt hetzelfde traject gevolgd als de lijnen A, B en E en tussen Campanhã en Senhora da Hora ook als lijn C. Lengte van het nieuwe traject 7,0 km met 10 nieuwe haltes: Fânzeres - Venda Nova - Carreira - Baquim - Campainha - Rio Tinto - Levada - Nau Vitória - Nasoni - Contumil - Estádio do Dragão.
- 15 oktober 2011 verlenging lijn D van Dom João II naar Santo Ovídio. Lengte 0,5 km met 1 nieuw station: Dom João II - Santo Ovídio.

De aanleg heeft tot dusver 2,4 miljard euro gekost. Een deel daarvan is betaald door de Europese Unie.

## Heden
Het net is 67 km lang en heeft sinds de opening van het station VC Fashion Outlet - Modivas in juli 2017 82 stations en haltes. De spoorwijdte is 1435 mm. Het net is volledig geëlektrificeerd met een bovenleiding van 750 V=. Het netwerk bedient zeven gemeentes. Behalve Porto (alle lijnen) zijn dat Matosinhos (alle lijnen behalve D), Maia (B, C en E), Vila Nova de Gaia (D), Gondomar (F), Vila do Conde (B) en Póvoa de Varzim (B).
De remise en werkplaats bevinden zich in Guifões. De aftakking ernaartoe is tussen de haltes Custóias en Esposade op het traject van de lijnen B en E. Nabij het station Trindade is er een ondergrondse verbindingsboog aangelegd, zodat de trams van lijn D via het traject van de andere lijnen naar de remise kunnen gaan en andersom.

Een deel van de trams van de lijnen A en E rijdt na Estádio do Dragão door als lijn F naar Fânzeres. Andersom rijden de meeste trams van lijn F door als lijn A naar Senhor de Matosinhos of lijn E naar Aeroporto (luchthaven). Zowel de dynamische reisinformatie op de perrons als op en in de trams geeft de eindbestemming van de betreffende rit aan.

Na 21 u rijden de trams van lijn A slechts tussen Trindade en Senhor de Matosinhos.

Lijn B is de opvolger van de smalspoorlijn naar Póvoa de Varzim. Voor lijn C is gebruikgemaakt van het eerste deel van de smalspoorlijn naar Trofa en Guimarães. In het centrum van Maia volgt de lijn echter een andere route en het deel tussen ISMAI en Trofa ontbreekt vooralsnog. Het deel tussen Trofa en Guimarães is omgebouwd tot breedspoorlijn en geëlektrificeerd met 25 kV 50 Hz wisselspanning. Dit traject maakt geen deel uit van de Metro do Porto maar van de nationale spoorwegen CP (Comboios de Portugal).

## Toekomst
Er zijn een aantal uitbreidingen van het net ontworpen. De realisatie daarvan is echter niet op korte termijn te verwachten. Onderstaand overzicht zijn de plannen van 1 oktober 2008.

### Fase 2
- Voor lijn D staat een verlenging gepland aan de zuidelijke kant van Santo Ovidio naar Laborim met een lengte van 1,32 km en 1 nieuw station: Laborim.
- Verlenging van lijn C van ISMAI naar Trofa. Lengte 10,67 km met 8 nieuwe stations: Ribela - Muro - Serra - Bogado - Pateiras - Senhora das Dores - Trofa - Paradela. Deze lijn was oorspronkelijk gepland in Fase 1 maar de aanleg is destijds opgeschort. Inmiddels is er een alternatief plan[4] om de lijn slechts over een lengte van 3,25 km te verlengen tot Muro.
- Nieuwe lijn vanaf station Matosinhos Sul aan lijn A tot aan station Sao Bento aan lijn D. Lengte 9,43 km met 12 stations: Matosinhos Sul - Cidade de São Salvador - Castelo do Queijo - Nuno Álvares - Império - Paulo da Gama - Condominhas - Campo Alegre - Faculdade de Letras - Palácio de Cristal - Carmo - São Bento.
- Nieuwe lijn vanaf Vasco da Gama aan lijn A naar het station Polo Universitario aan lijn D. Lengte 7,94 km met 9 nieuwe stations: Fonte do Cuco (kruising met de lijnen B, C en E) - Bruxelas - Sta.Apolónia - Xanana Gusmão - F.Moura - São Mamede de Infesta - ISCAP - L.Leixões - FEUP - Pólo Universitário.
- Nieuwe lijn vanaf Campanhã (lijnen A, B, C, E en F) naar Gondomar. Lengte 5,67 km met 6 stations: Campanhã - Freixo - Dr.A. Matos - S.Pinheiro - Tribunal - Gondomar.

### Fase 3
- Verlenging van de lijn Campanhã - Gondomar vanaf Campanhã naar Faculdade das Letras. Lengte 5,44 km met 5 nieuwe stations: Campanhã - Fernando Magelhães - Marques (kruising met lijn D) - Constituição - Casa da Música (kruising met de lijnen A, B, C, E en F) - Bom Sucesso - Faculdade das Letras (aansluiting op de lijn Matosinhos Sul - São Bento)
- Verlenging van de lijn Gondomar - Campanhã - Faculdade das Letras naar Vila d'Este. Lengte 6,75 km met 8 nieuwe stations: Faculdade das Letras - nieuwe brug over de Douro - Arrábida Shopping - Candal - São João - Devesas - Mariani - Gaia Shopping - Descobrimentos - Laborim (aansluiting lijn D) - Vila d'Este.

Onder de naam Metro do Porto 3.0 is eind 2023 een plan voorgesteld voor een uitbreiding van in totaal 37 km met  38 stations.

## Exploitatie en beheer
Metro do Porto SA heeft een concessie met een looptijd van 50 jaar voor het ontwerpen, bouwen, beheren en exploiteren van dit vervoerssysteem. Metro do Porto SA is eigendom van de agglomeratie van Porto (Area Metropolitano do Porto, 40%), de Portugese staat (40%), het stadsvervoerbedrijf van Porto (STCP, 16,7%) en de nationale spoorwegmaatschappij van Portugal (CP, 3,3%), waarbij STCP en CP zelf volledig bezit zijn van de Portugese staat. Metro do Porto SA besteedt de exploitatie uit via een sub-concessie. Tot 1 april 2010 was deze sub-concessie gegund aan Normetro, sinds die datum is de sub-concessie gegund aan ViaPorto, een consortium van Grupo Barraqueiro, Arriva, Keolis and Manvia. Op 26 oktober 2015 heeft Metro do Porto het contract getekend voor gunning van de sub-concessie voor de exploitatie aan Transdev. Dit contract moet nog door het Tribunal das Contas goedgekeurd worden.
Reizigers(kilometers) X 1000, Exploitatie € X 1000
| Jaar | Reizigers | Reizigerkilometers | Exploitatie opbrengst | Exploitatie kosten | Dekkingsgraad |
| ---- | --------- | ------------------ | --------------------- | ------------------ | ------------- |
| 2005 | 18.481    | 95.978             | 10.326                | 24.421             | 42,3%         |
| 2006 | 38.637    | 202.473            | 21.263                | 44.245             | 48,1%         |
| 2007 | 48.167    | 245.921            | 26.678                | 49.667             | 53,7%         |
| 2008 | 51.481    | 259.361            | 29.371                | 48.889             | 60,1%         |
| 2009 | 52.600    | 261.117            | 29.812                | 50.257             | 59,3%         |
| 2010 | 53.547    | 267.064            | 30.649                | 42.570             | 72,0%         |
| 2011 | 55.737    | 290.700            | 34.945                | 42.092             | 83,0%         |
| 2012 | 54.498    | 282.480            | 37.370                | 43.217             | 86,5%         |
| 2013 | 55.931    | 285.591            | 38.879                | 43.580             | 89,2%         |
| 2014 | 56.923    | 288.136            | 39.685                | 43.685             | 90,8%         |

## Materieel
De tramdienst wordt uitgevoerd met 72 zevendelige Eurotrams, sinds 2010 ook door 30 driedelige Flexity Swift trams en vanaf 2023 met 18 vierdelige trams uit China.
- De Eurotrams zijn 34,7 meter lang en 2,65 meter breed. De maximumsnelheid is 80 km/u, ze hebben 80 zitplaatsen en 215 staanplaatsen (4 passagiers / m²). De Eurotrams kunnen in dubbeltractie rijden. De aflevering van de Eurotrams begon in 2001.
- De Flexity Swift trams zijn 37,1 meter lang en 2,65 meter breed. De maximumsnelheid is 100 km/u, ze hebben 100 zitplaatsen en 148 staanplaatsen (4 passagiers / m²). Ook de Flexity Swift trams kunnen in dubbeltractie rijden. Eurotram en Flexity Swift kunnen echter niet met elkaar worden gecombineerd. De aflevering van de Flexity Swift trams begon in 2009.
- De Chinese trams (van fabrikant CRRC Tangshan) zijn vierdelig en van het type AEG, dus met directe geleding. De 18 exemplaren zijn in 2018 besteld en vanaf 2023 geleverd.[11]

Sinds de volledige aflevering van de Flexity Swift trams is de inzet in principe als volgt:
- Lijn A Eurotrams waarbij de meeste diensten tijdens de spits en een deel ook overdag bij mooi weer tijdens de zomer in dubbeltractie wordt gereden. Het laatste is wegens druk strandvervoer van/naar de halte Matosinhos Sul.
- Lijn B Flexity Swift trams, tijdens de spits in dubbeltractie.
- Lijn C Flexity Swift trams, tijdens de spits zowel Flexity Swift trams als Eurotrams in dubbeltractie.
- Lijn D Eurotrams, ma t/m vr overdag in dubbeltractie.
- Lijn E Eurotrams, tijdens het zomerseizoen overdag deels in dubbeltractie. Dit laatste is wegens het drukke toeristenvervoer van en naar het vliegveld.
- Lijn F Eurotrams waarbij de meeste diensten tijdens de spits in dubbeltractie.

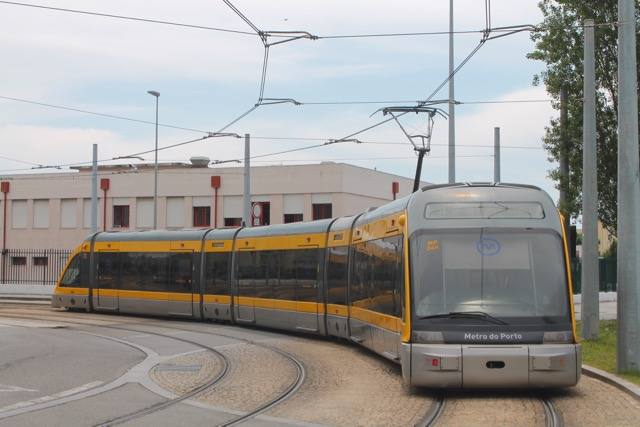
Een Eurotram op lijn A in Matosinhos
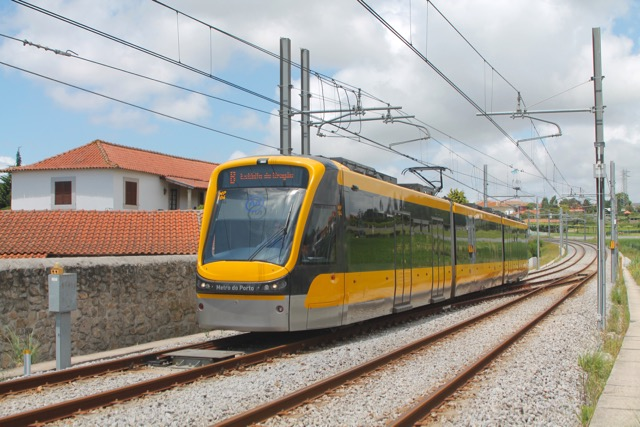
Een Flexity Swift tram op lijn B bij Varziela
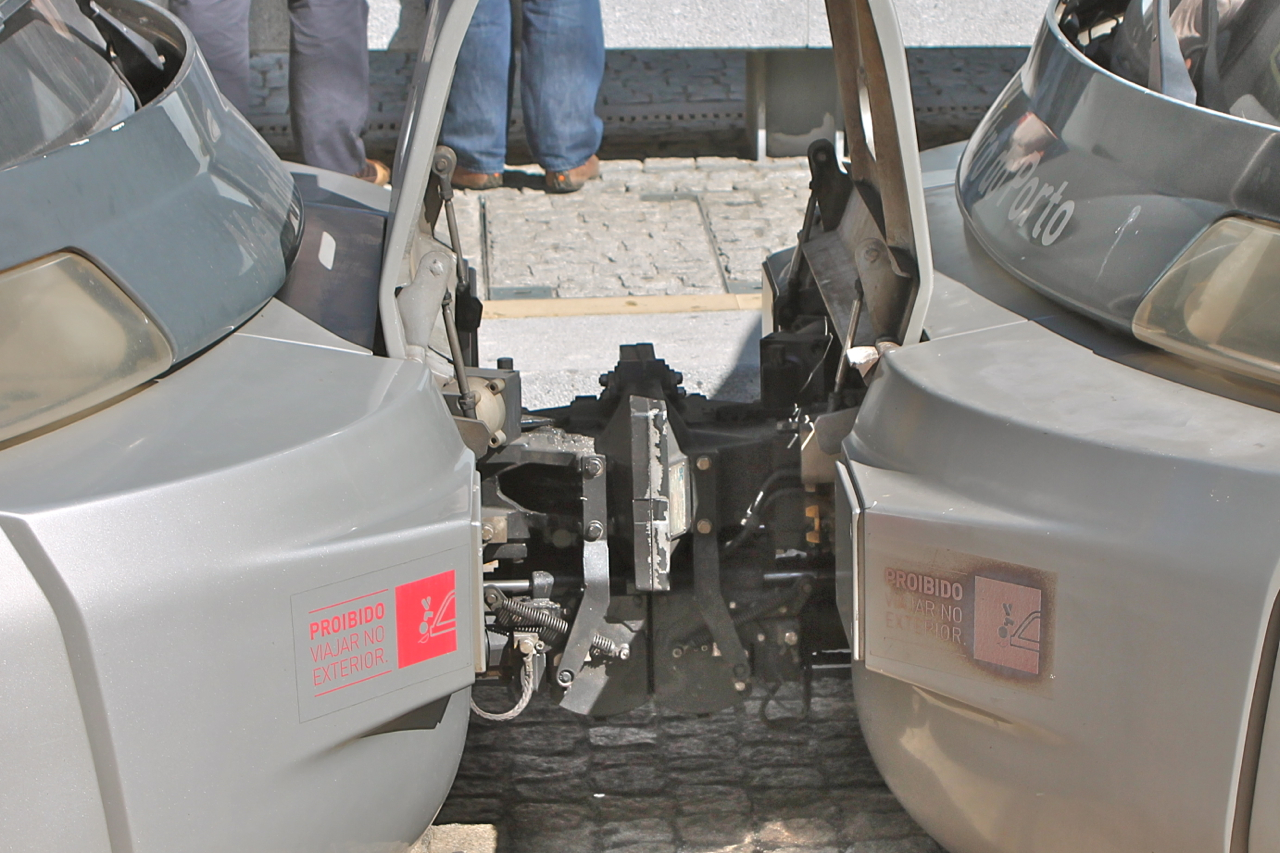
Koppeling van twee Eurotrams
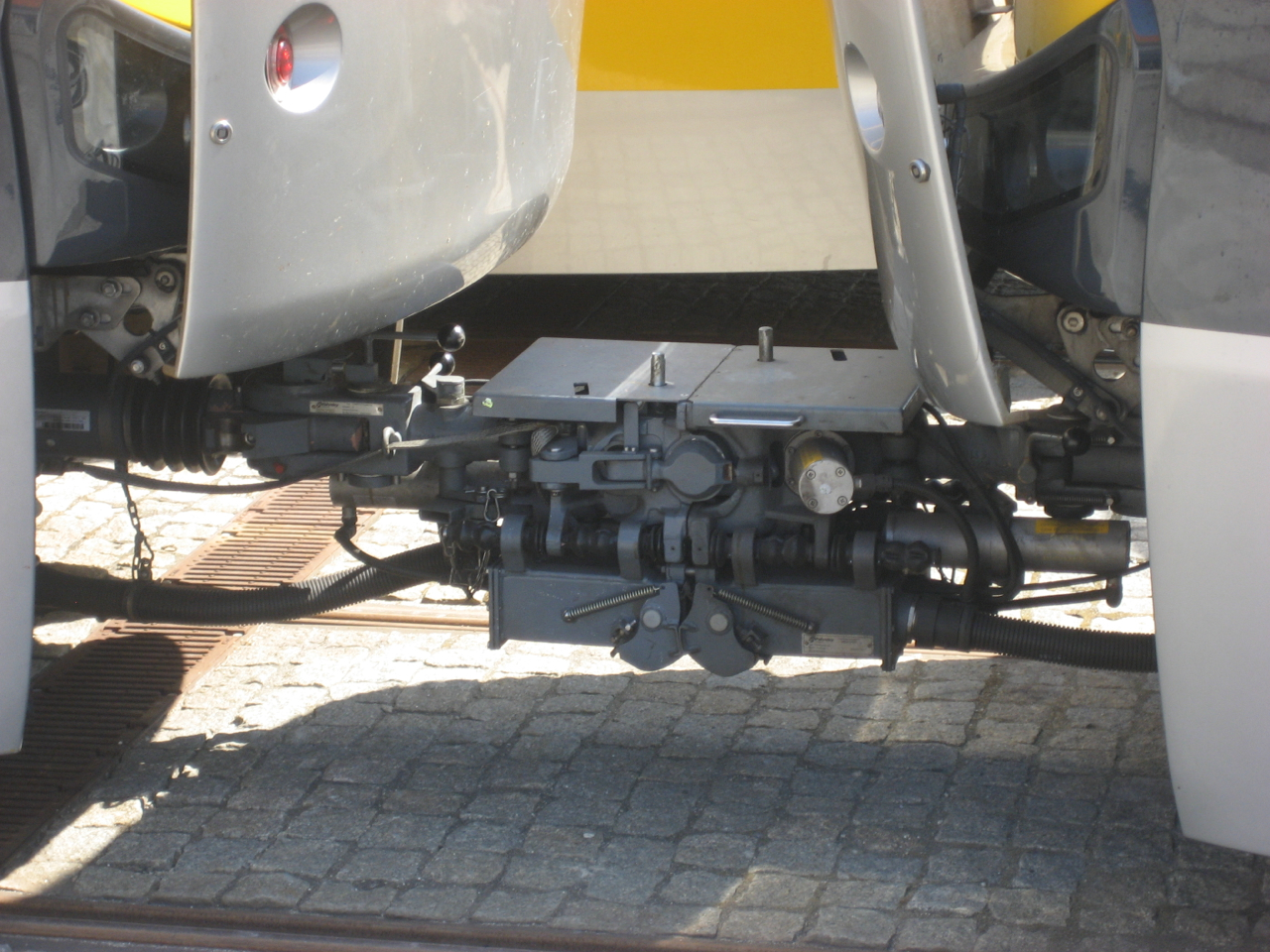
Koppeling van twee Flexity Swift trams
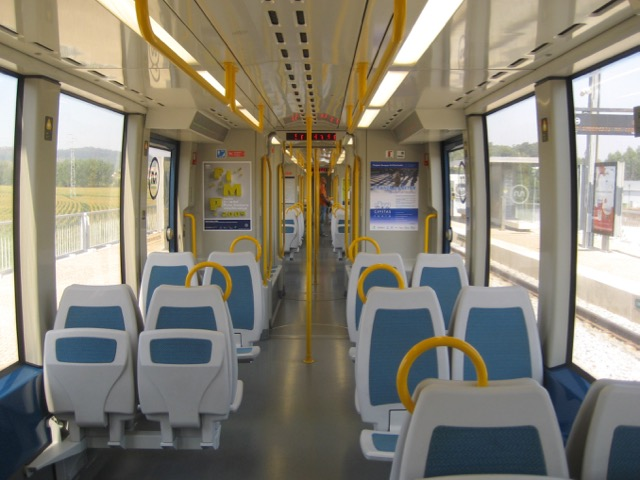
Interieur van een Eurotram
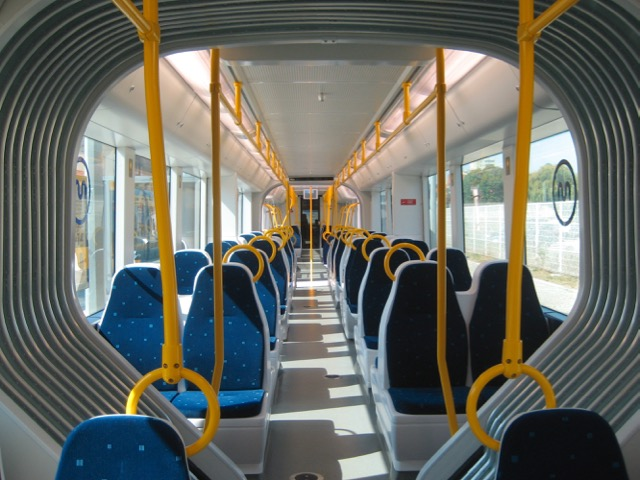
Interieur (middenbak) van een Flexity Swift tram

## Lijnen
| Metro do Porto | Metro do Porto                           | Metro do Porto | Metro do Porto | Metro do Porto | Metro do Porto                                                             |
| -------------- | ---------------------------------------- | -------------- | -------------- | -------------- | -------------------------------------------------------------------------- |
| Lijn           | Lijn                                     | Lengte (km)    | Stations       | Opening        | Rollend Materieel                                                          |
|                | Estádio do Dragão ↔ Senhor de Matosinhos | 15,6           | 23             | 07/12/2002     | Flexity Outlook (Eurotram)                                                 |
|                | Estádio do Dragão ↔ Póvoa de Varzim      | 33,6           | 36             | 13/03/2005     | Flexity Swift (Tram-train)                                                 |
|                | Campanhã ↔ ISMAI                         | 19,6           | 24             | 30/07/2005     | Flexity Swift (Tram-train), in de spitsuren ook Flexity Outlook (Eurotram) |
|                | Hospital São João ↔ Santo Ovídio         | 9,2            | 16             | 18/09/2005     | Flexity Outlook (Eurotram)                                                 |
|                | Estádio do Dragão ↔ Aeroporto            | 16,7           | 21             | 27/05/2006     | Flexity Outlook (Eurotram)                                                 |
|                | Fânzeres ↔ Senhora da Hora               | 17,4           | 24             | 02/01/2011     | Flexity Outlook (Eurotram)                                                 |

### Dienstuitvoering
De eerste trams vertrekken dagelijks omstreeks 6 u van de beginpunten, de laatste trams vertrekken omstreeks 0.30 u.

Hoewel de lijnen A en E enerzijds en lijn F anderzijds apart op de statische reisinformatie staan aangegeven, rijdt in de praktijk een deel van de trams van de lijnen A en E na Estádio do Dragão door als lijn F naar Fânzeres. Omgekeerd rijden bijna alle trams van lijn F vanuit Fânzeres na Senhora da Hora door als lijn A naar Senhor de Matosinhos of lijn E naar Aeroporto. De dynamische reisinformatie op de perrons en in de trams geeft altijd de eindbestemming van de betreffende rit. Lijn A rijdt 's-Avonds na 21 u slechts tussen Senhor de Matosinhos en Trindade.

Lijn Bx is de sneldienst (Serviço Expresso) op de lijn naar Póvoa de Varzim. De trams van deze dienst stoppen tussen Póvoa de Varzim en Senhora da Hora slechts op een beperkt aantal haltes. Tussen Senhora da Hora en Estádio do Dragão stoppen ze overal.

Een deel van de trams van lijn C rijdt slechts het traject Campanhã - Forúm Maia. Bij wedstrijden van FC Porto rijden de trams van lijn C door naar Estádio do Dragão.

Gedurende enkele nachten per jaar wordt de gehele nacht doorgereden. Het gaat dan om Nieuwjaarsnacht (31 dec / 1 jan), Noite de São João (nacht van St.Johannes 23/24 juni) en een paar nachten tijdens de Queima das Fitas (studentenfeest gedurende de eerste week van mei)
In de volgende tabel staan per traject de rijtijd en het aantal trams per uur per richting
| Lijn         | Traject                                | Rijtijd | ma-vr overdag | ma-vr spits | za overdag | zo ochtend | zo middag | avond |
| ------------ | -------------------------------------- | ------- | ------------- | ----------- | ---------- | ---------- | --------- | ----- |
| A            | Senhor de Matosinhos - Senhora da Hora | 19'     | 6             | 6           | 6          | 4          | 6         | 4     |
| B            | Póvoa de Varzim - Verdes               | 30'     | 2             | 2           | 2          | 2          | 2         | 2     |
| Bx           | Póvoa de Varzim - Senhora da Hora      | 32'     | 2             | 2           | 1          | 0          | 1         | 0     |
| E            | Aeroporto - Verdes                     | 3'      | 3             | 3           | 2          | 2          | 2         | 2     |
| B+E          | Verdes - Fonte do Cuco                 | 8'      | 5             | 5           | 4          | 4          | 4         | 4     |
| C            | ISMAI - Forúm Maia                     | 8'      | 2             | 3           | 2          | 2          | 2         | 2     |
| C            | Forúm Maia - Fonte do Cuco             | 12'     | 4             | 6           | 4          | 2          | 2         | 2     |
| B+C+E        | Fonte do Cuco - Senhora da Hora        | 2'      | 9             | 11          | 8          | 6          | 6         | 6     |
| A+B+Bx+C+E+F | Senhora da Hora - Trindade             | 13'     | 17            | 19          | 15         | 10         | 13        | 10    |
| A+B+Bx+C+E+F | Trindade - Campanhã                    | 6'      | 17            | 19          | 15         | 10         | 13        | 6     |
| A+B+Bx+E+F   | Campanhã - Estádio do Dragão           | 3'      | 13            | 13          | 11         | 8          | 11        | 4     |
| F            | Estádio do Dragão - Fânzeres           | 17'     | 4             | 6           | 3          | 2          | 2         | 2     |
| D            | Hospital S.João - Sto.Ovídio           | 25'     | 10            | 10          | 8          | 4          | 6         | 4     |

## Netwerk
De combinatie van een oude, dicht bebouwde binnenstad, hoogteverschillen, een grote rivier, voorsteden en lange buitenlijnen die de tracés van oude smalspoorlijnen volgen maakt dat het netwerk een zeer gevarieerd karakter heeft. Er zijn tunnels, trajecten aan de oppervlakte met volledige vrije baan, trajecten op eigen baan met verkeerslichten op de kruisingen met ander verkeer in de voorsteden, trajecten door voetgangersgebied en trajecten door een landelijke omgeving met spoors karakter. De meeste stations en haltes hebben twee sporen met zijperrons. De haltes in de open lucht hebben op de perrons een abri met verkoopautomaat en betonnen banken.

### Gezamenlijk traject lijnen A, B, C, E en F Estádio do Dragão - Senhora da Hora
| Station / Halte    | Opening         | Lijnen            | Ligging             | Lay-out                                            | Coördinaten                   |
| ------------------ | --------------- | ----------------- | ------------------- | -------------------------------------------------- | ----------------------------- |
| Estádio do Dragão  | 6 juni 2004     | A, B, Bx, E, F    | ondergronds         | 3 sporen met 2 middenperrons                       | 41° 9' 39" NB, 8° 34' 55" WL  |
| Campanhã           | 6 juni 2004     | A, B, Bx, C, E, F | maaiveld            | 2 sporen met zijperrons, geheel overdekt           | 41° 9' 2" NB, 8° 35' 8" WL    |
| Heroismo           | 6 juni 2004     | A, B, Bx, C, E, F | ondergronds         | 2 sporen met zijperrons                            | 41° 8' 48" NB, 8° 35' 35" WL  |
| Campo 24 de Agosto | 6 juni 2004     | A, B, Bx, C, E, F | ondergronds         | 2 sporen met zijperrons                            | 41° 8' 56" NB, 8° 35' 55" WL  |
| Bolhão             | 6 juni 2004     | A, B, Bx, C, E, F | ondergronds         | 2 sporen met zijperrons                            | 41° 8' 59" NB, 8° 36' 20" WL  |
| Trindade           | 7 december 2002 | A, B, Bx, C, E, F | maaiveld            | 2 doorgaande sporen en 1 kopspoor, geheel overdekt | 41° 9' 9" NB, 8° 36' 33" WL   |
| Lapa               | 7 december 2002 | A, B, Bx, C, E, F | maaiveld/verhoogd   | 2 sporen met zijperrons                            | 41° 9' 26" NB, 8° 37' 0" WL   |
| Carolina Michaëlis | 7 december 2002 | A, B, Bx, C, E, F | maaiveld/uitgraving | 2 sporen met zijperrons, deels overdekt            | 41° 9' 31" NB, 8° 37' 20" WL  |
| Casa da Música     | 7 december 2002 | A, B, Bx, C, E, F | ondergronds         | 2 sporen met zijperrons                            | 41° 9' 38" NB, 8° 37' 44" WL  |
| Francos            | 7 december 2002 | A, B, Bx, C, E, F | maaiveld            | 2 sporen met zijperrons                            | 41° 9' 56" NB, 8° 38' 11" WL  |
| Ramalde            | 7 december 2002 | A, B, Bx, C, E, F | maaiveld            | 2 sporen met zijperrons                            | 41° 10' 23" NB, 8° 38' 30" WL |
| Viso               | 7 december 2002 | A, B, Bx, C, E, F | maaiveld            | 2 sporen met zijperrons                            | 41° 10' 38" NB, 8° 38' 47" WL |
| Sete Bicas         | 7 december 2002 | A, B, Bx, C, E, F | uitgraving          | 2 sporen met zijperrons                            | 41° 10' 57" NB, 8° 39' 8" WL  |
| Senhora da Hora    | 7 december 2002 | A, B, Bx, C, E, F | maaiveld            | 3 sporen met 1 zijperron en 1 middenperron         | 41° 11' 17" NB, 8° 39' 16" WL |
| Fonte do Cuco      | 12 maart 2005   | B, C, E           | maaiveld            | 2 keer 2 sporen met zijperrons                     | 41° 11' 39" NB, 8° 39' 21" WL |

Dit traject loopt van Estádio do Dragão t/m Senhora da Hora. Het is het drukste van het net, zowel wat betreft aantal trams als aantal reizigers. Dit traject heeft geen enkele gelijkvloerse kruising met het wegverkeer, maar wel op sommige locaties voor voetgangers.

#### Traject Estádio do Dragão - Trindade
Het station Estádio do Dragão is ondergronds en heeft drie sporen met daar tussen twee middenperrons. Het middelste spoor wordt gebruikt voor kerende trams. De buitenste sporen worden gebruikt door zowel de doorgaande trams van lijn F en trams die om te keren gebruik maken van overloopwissels buiten het station in de richting Contumil. Het station heeft directe verbinding met een ondergrondse parkeergarage. Bovengronds is een stationsgebouw. Door de geaccidenteerdheid van het terrein bevindt de noordelijke reizigersuitgang zich op een hoger niveau dan de zuidelijke.
In de richting Campanhã bevinden de sporen zich in het eerste deel onder een autosnelweg en naast de spoorweg tussen de stations Contumil en Campanhã van de CP. Ongeveer halverwege komt het traject in de buitenlucht. Aan de westzijde zijn hier vier opstelsporen waarop evenzoveel combinaties van twee trams kunnen staan. Deze sporen zijn alleen te bereiken vanuit de richting Campanhã en worden gebruikt om overdag tussen de spitsuren trams op te stellen. Tussen de doorgaande sporen bevindt zich hier een keerspoor, dat gebruikt wordt door de trams van lijn C die eindigen en beginnen in Campanhã.
Het metrostation Campanhã bevindt zich op maaiveldniveau op de oude locatie van het voormalige goederenstation en vormt een geheel met de nieuwe, maar weinig gebruikte kopsporen van het spoorwegstation Campanhã. Boven deze kopsporen en het metrostation is een kantoorgebouw. Vanuit het metrostation gaat het traject de tunnel richting Trindade in. De tunnelingang bevindt zich op het voorplein van het spoorwegstation en de tunnel heeft een lengte van 2300 m met drie ondergrondse stations. Een paar honderd meter na het station Bolhão is de tunneluitgang, vlak voor het station Trindade.

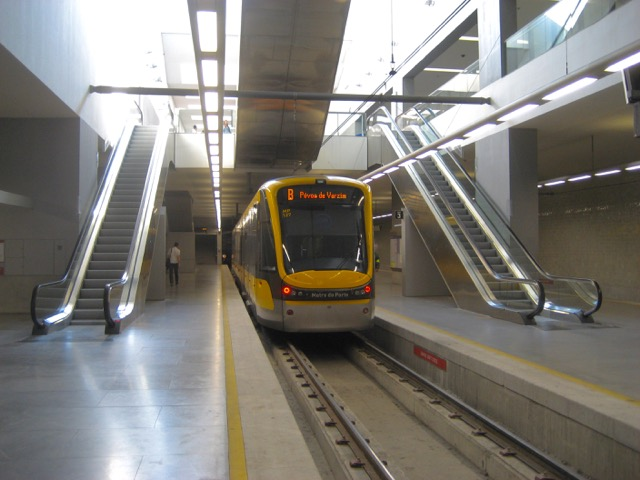
Estádio do Dragão
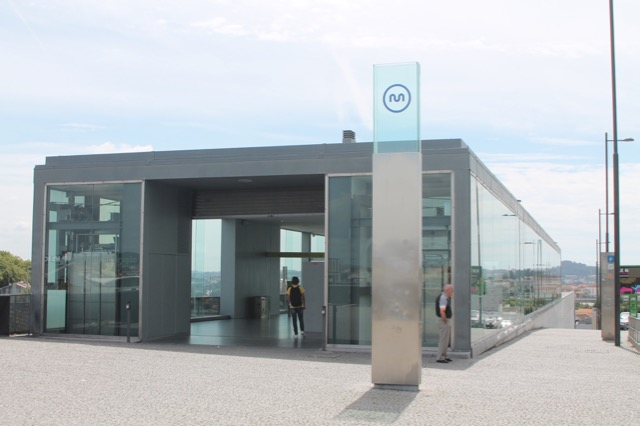
Station Estádio do Dragão, bovengronds noordzijde
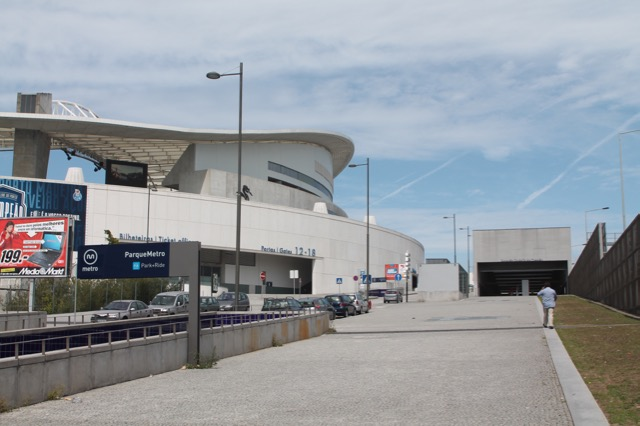
Station Estádio do Dragão, bovengronds zuidzijde met links het stadion van FC Porto
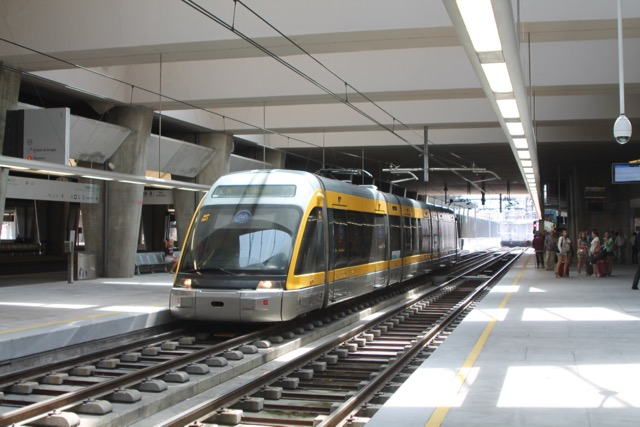
Campanhã
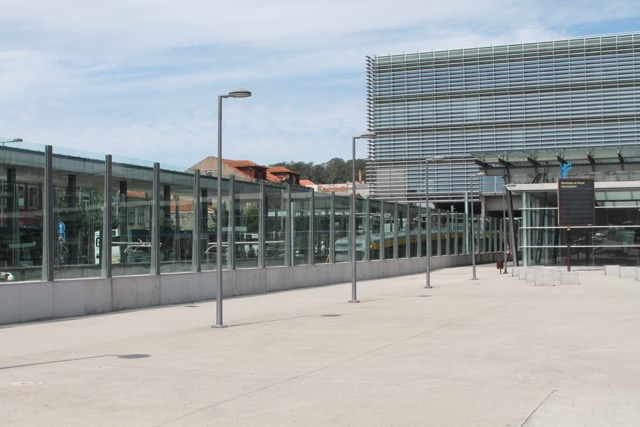
Tunnelingang bij Campanhã
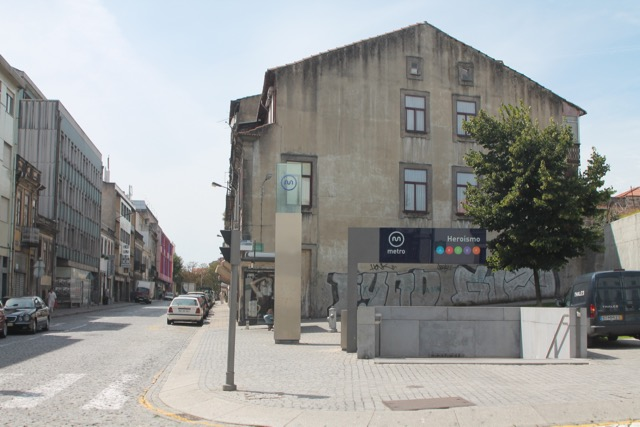
Ingang op straatniveau van het ondergrondse station Heroismo
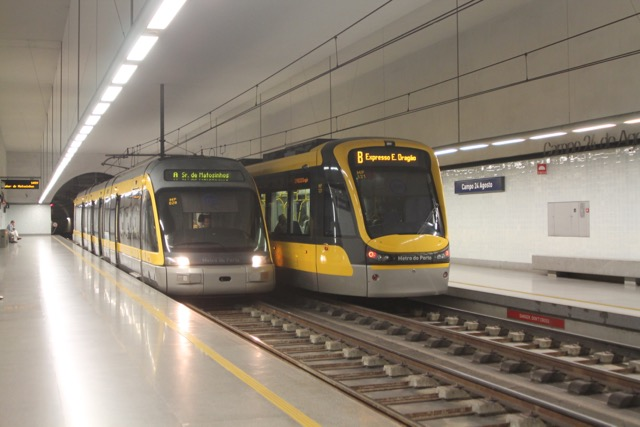
Eurotram en Flexity Swift tram in het ondergrondse station Campo 24 de Agosto
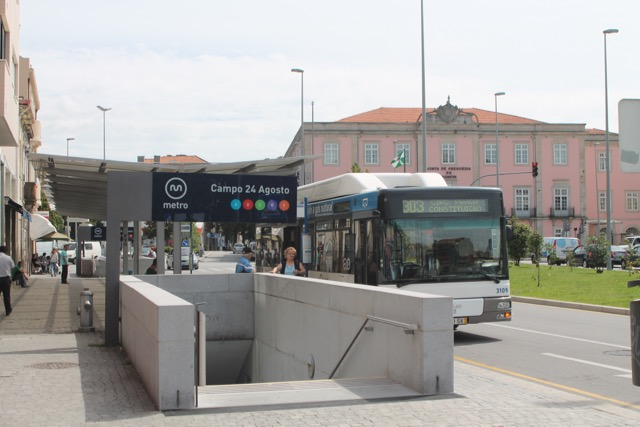
Ingang op straatniveau van het ondergrondse station Campo 24 de Agosto
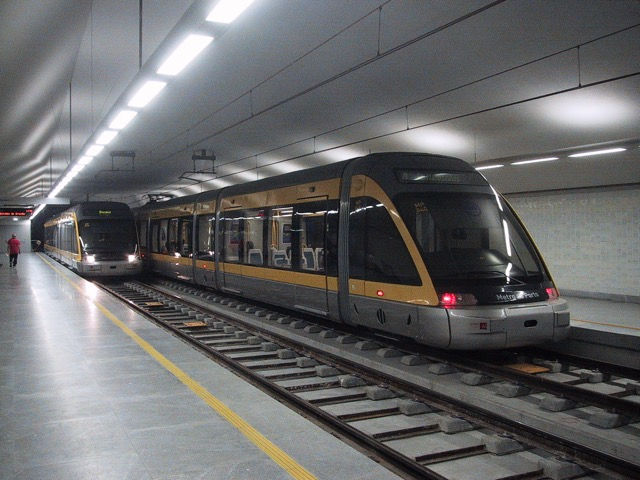
Eurotrams in het station Bolhão
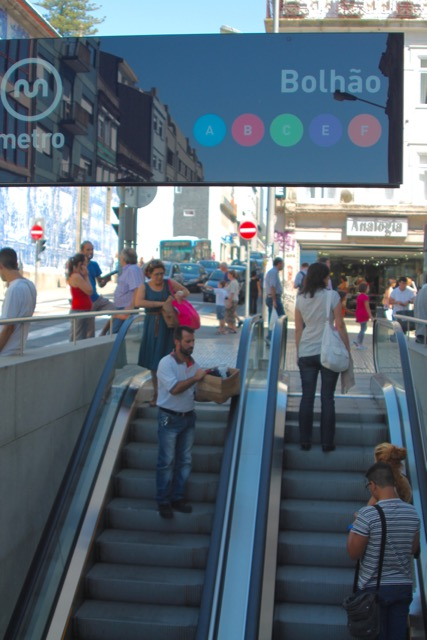
Ingang op straatniveau van het station Bolhão

#### Trindade
Dit is de hub van het systeem. Op deze locatie bevond zich vroeger het kopstation van de smalspoorlijnen die verbinding gaven met plaatsen ten noorden van de stad. Vanaf hier volgt het traject dan ook de oude route van deze spoorlijnen. Ondergronds is het station van de hier kruisende lijn D. Het station van het stamtraject is op maaiveldniveau en heeft drie sporen, waarvan een kopspoor is te bereiken vanuit de richting Senhora da Hora. Het bovengrondse stationsgebouw overdekt volledig alle perrons en sporen.

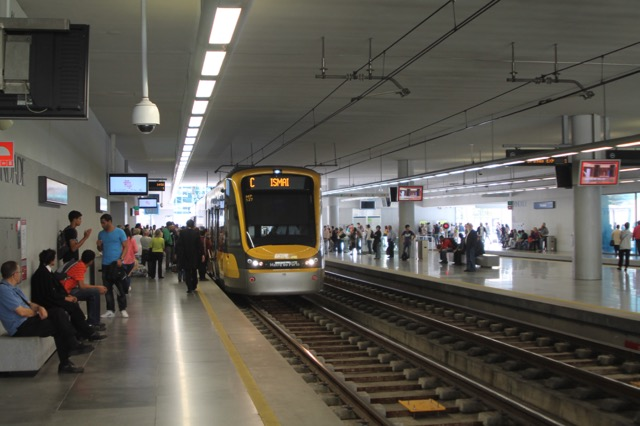
Bovengronds deel van het station Trindade. Dit deel wordt gebruikt voor de lijnen A, B, C, E en F.
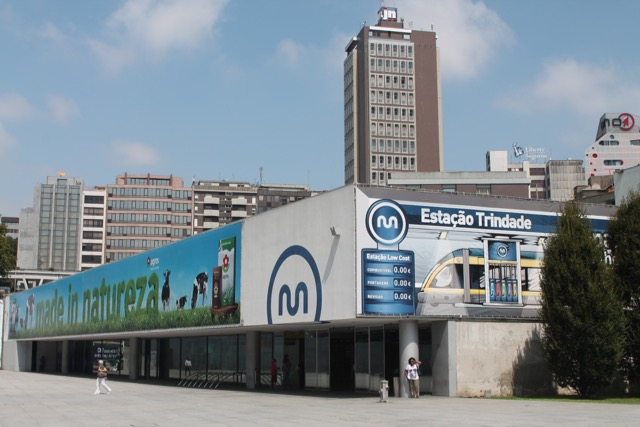
Stationsgebouw van het station Trindade
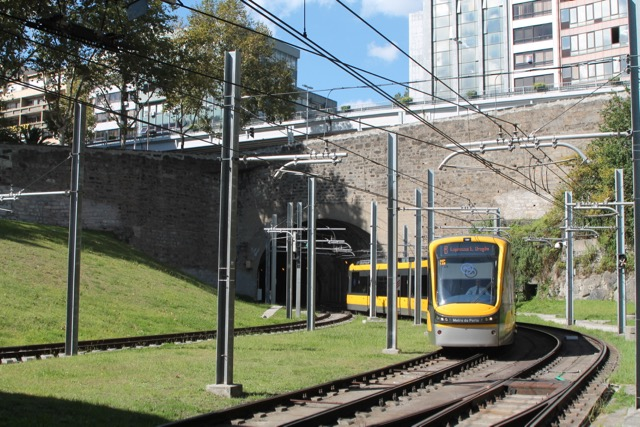
Sporen aan de noordzijde van het station Trindade met op de achtergrond de ingang van de Lapa tunnel.

#### Traject Trindade - Casa da Música
Vanuit het station Trindade gaat het traject de uit 1938 stammende en 500 m lange tunnel (Túnel do Lapa) in die destijds is gebouwd voor de smalspoorweg. Door de geaccidenteerdheid van het terrein is de noord-oost kant van de halte Lapa op maaiveld niveau maar is de rest van de halte verhoogd ten opzichte van de omgeving. Het traject blijft op enigszins hoog niveau tot vlak voor de halte Carolina Michaëlis. Ten noorden van de halte ligt het terrein veel hoger en om de halte te bereiken of verlaten vanaf het noordelijke perron zijn dan ook trappen en een lift aangebracht. Vanaf het zuidelijke perron gaat het terrein echter vrij steil naar beneden. In tegenstelling tot alle tot dusver beschreven stations kunnen de reizigers op de haltes Lapa en Carolina Michaëlis gelijkvloers de sporen oversteken. Het metrotraject gaat vanaf Carolina Michaëlis verder naar Casa da Música in een uitgraving met enkele overkluizingen voor straten.

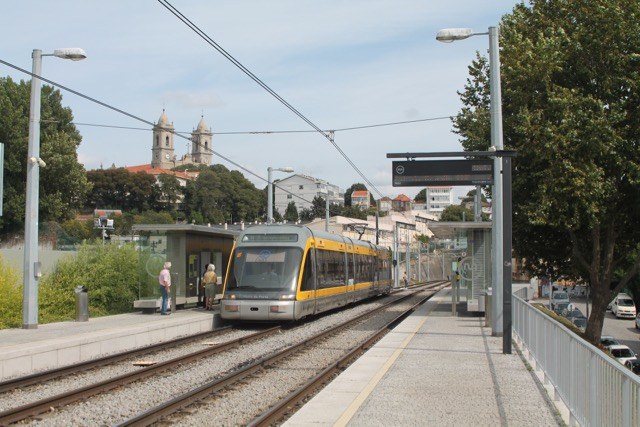
Lapa met op de achtergrond de gelijknamige kerk
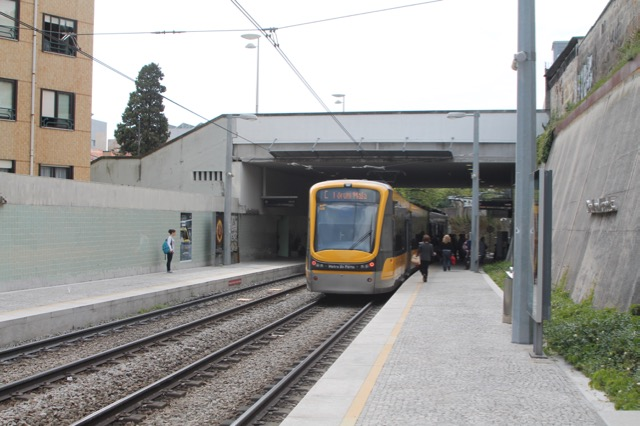
Carolina Michaëlis
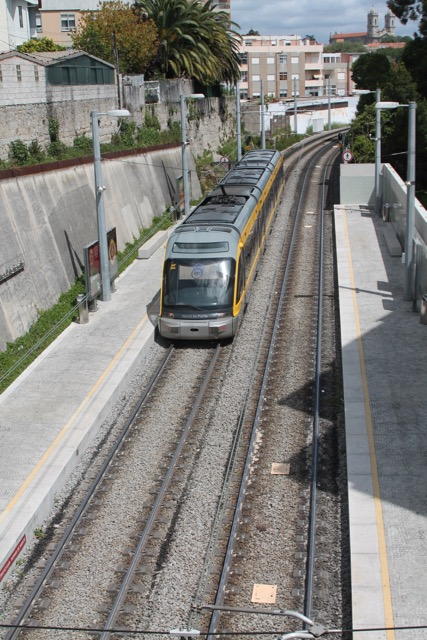
Carolina Michaëlis
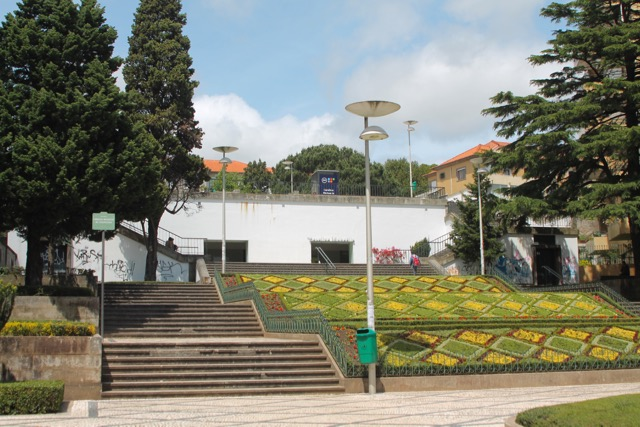
Zuidelijke ingang van Carolina Michaêlis
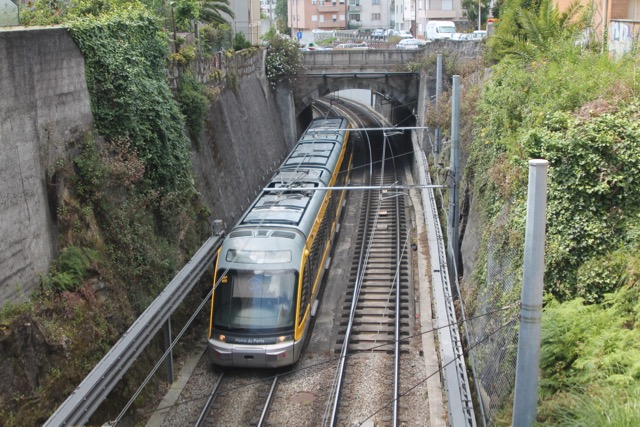
Een Eurotram tussen Casa da Música en Carolina Michaëlis

#### Casa da Música
Dit is na Trindade het drukste station van het systeem. Het ondergrondse station bevindt zich op dezelfde plaats als de oude halte Avenida da França van de voormalige smalspoorweg, met dien verstande dat de smalspoorhalte zich niet ondergronds maar op maaiveld niveau bevond. De buurt draagt de officieuze naam Boavista, de naam die ook werd gebruikt voor de voormalige remise van het oude tramnet en het oorspronkelijke eindstation van de smalspoorweg voordat de laatste in 1938 werd verlengd naar Trindade. De naam Casa da Música refereert aan het door Rem Koolhaas ontworpen muziekcentrum dat gebouwd is op het terrein waar vroeger de tramremise Boavista was.

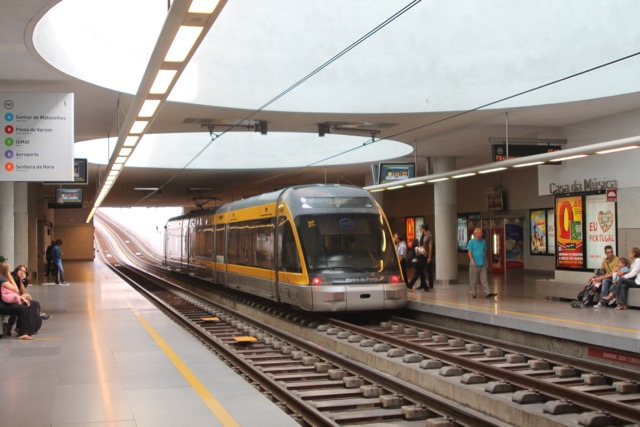
Casa da Música
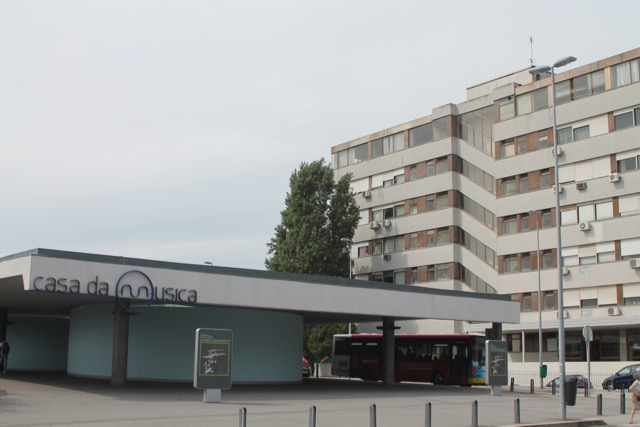
Station Casa da Música, bovengronds - oostzijde
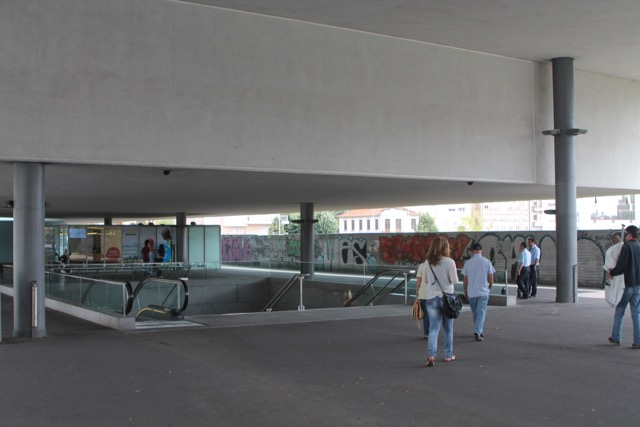
Station Casa da Música, bovengronds - westzijde

#### Traject Casa da Música - Senhora da Hora
Na het metrostation Casa da Música gaat het traject nog ondergronds verder over een lengte van ruim honderd meter. In deze tunnel is in ruwbouw al een aftakking gemaakt voor een eventuele aftakking in zuidwestelijke richting. Na het verlaten van de tunnel gaat het traject verder op maaiveldniveau met drie haltes. Er zijn geen gelijkvloerse kruisingen met het wegverkeer. Voetgangers kunnen de sporen op de haltes en ook op enkele tussengelegen locaties gelijkvloers oversteken. Tussen Francos en Ramalde steekt de lijn met een viaduct een drukke autoweg over. Na Viso gaat het traject verder in een uitgraving en gaat daarbij onder de Estrada da Circunvalação door, een ringweg die tevens de grens tussen Porto en de buurgemeenten markeert. De lijn gaat hier Senhora da Hora binnen, dat deel uitmaakt van de gemeente Matosinhos.

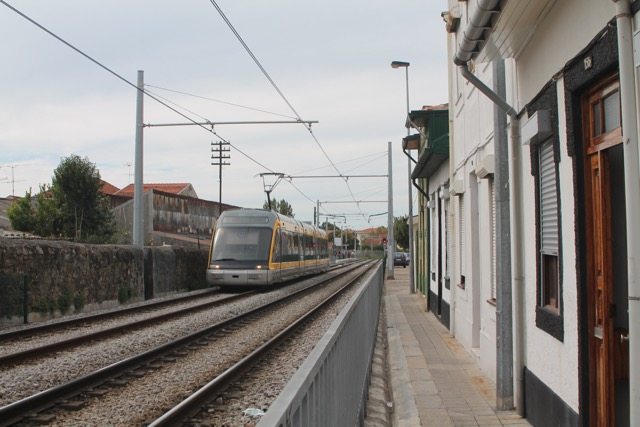
Een Eurotram tussen Francos en Casa da Música
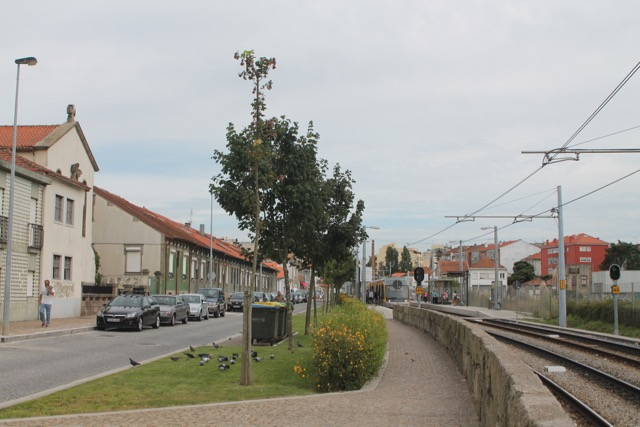
Francos
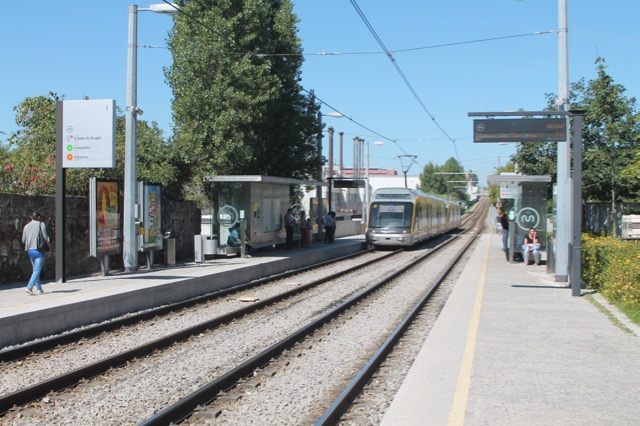
Ramalde
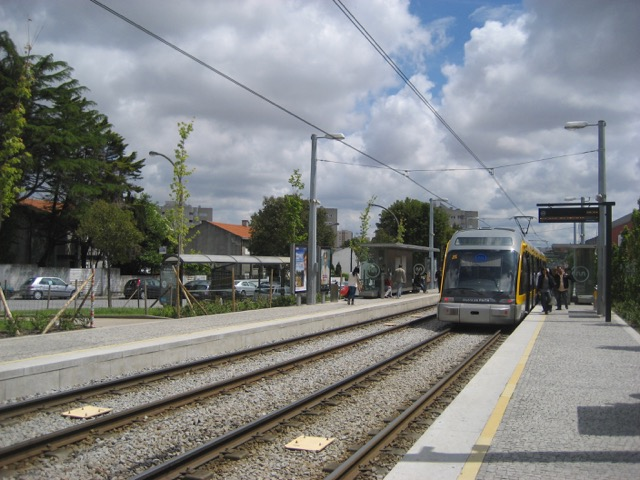
Viso

#### Traject in Senhora da Hora
De eerste halte in Senhora da Hora heet Sete Bicas en ligt in een uitgraving. Hellingbanen aan de uiteinden van de perrons geven toegang tot de halte. Aan de noordzijde van Sete Bicas gaat de lijn onder een kleine rotonde door en klimt daarna naar het maaiveld. De sporen liggen hier in de middenberm van de Avenida Fabril do Norte. De halte Senhora da Hora heeft drie sporen met een zij- en een middenperron. Iets ten zuiden van de huidige halte staat het stationsgebouw van de voormalige smalspoorlijnen, dat nu in gebruik is als verkoop- en informatiekantoor. Het is een belangrijke halte voor overstappen van lijn A op de lijnen B, C en E en omgekeerd. Voor het wegverkeer is er een tunnel onder de halte door. Ten noorden van de halte Senhora da Hora gaat het traject van de metro verder in de middenberm van de Avenida Fabril do Norte. Na een paar honderd meter buigt het traject van lijn A af in westelijke richting van het gezamenlijke traject van de lijnen B, C en E. Even verderop ligt in dit laatste traject een middenspoor dat wordt gebruikt als wachtspoor voor trams die uit de remise komen en als keerspoor voor trams die vanuit de remise richting Maia (lijn C) of omgekeerd gaan. Het gezamenlijke traject in de middenberm eindigt vlak voor de dubbelhalte Fonte do Cuco. Hier splitst het traject van lijn C zich af van het gezamenlijke traject van de lijnen B en E. Direct na de splitsing is aan beide takken een halte met zijperrons.

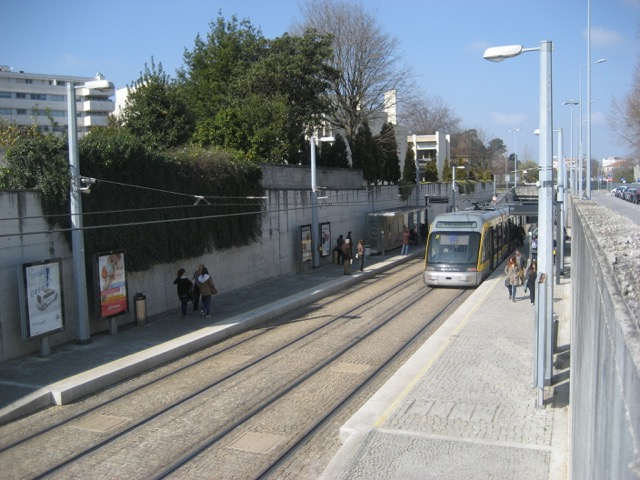
Sete Bicas
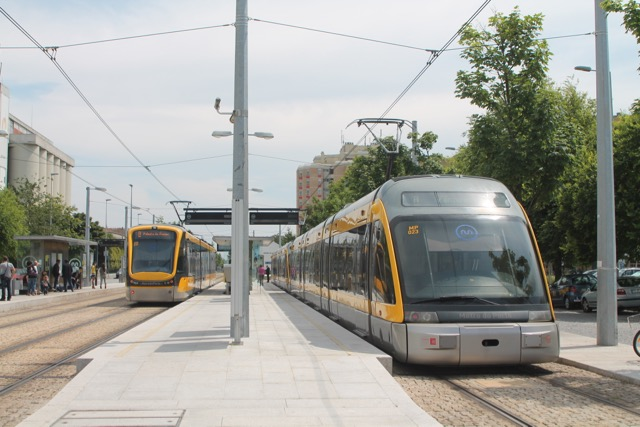
Senhora da Hora
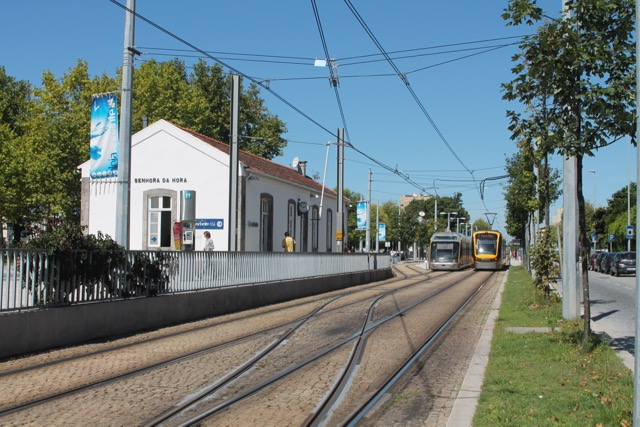
Senhora da Hora. Links het oude stationsgebouw van de voormalige smalspoorlijn.
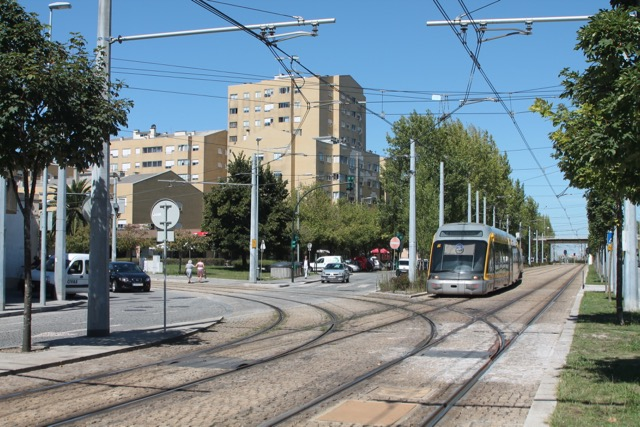
De splitsing naar links van lijn A van de routes van de lijnen B, C en E in Senhora da Hora

### Traject lijn A Senhora da Hora - Senhor de Matosinhos
| Station / Halte       | Opening         | Lijnen            | Ligging  | Lay-out                                    | Coördinaten                   |
| --------------------- | --------------- | ----------------- | -------- | ------------------------------------------ | ----------------------------- |
| Senhora da Hora       | 7 december 2002 | A, B, Bx, C, E, F | maaiveld | 3 sporen met 1 zijperron en 1 middenperron | 41° 11' 17" NB, 8° 39' 16" WL |
| Vasco da Gama         | 7 december 2002 | A                 | maaiveld | 2 sporen met zijperrons                    | 41° 11' 25" NB, 8° 39' 40" WL |
| Estádio do Mar        | 7 december 2002 | A                 | maaiveld | 2 sporen met zijperrons                    | 41° 11' 9" NB, 8° 39' 40" WL  |
| Pedro Hispano         | 7 december 2002 | A                 | maaiveld | 2 sporen met zijperrons                    | 41° 10' 49" NB, 8° 39' 58" WL |
| Parque Real           | 7 december 2002 | A                 | maaiveld | 2 sporen met zijperrons                    | 41° 10' 45" NB, 8° 40' 25" WL |
| Câmera de Matosinhos  | 7 december 2002 | A                 | maaiveld | 2 sporen met zijperrons                    | 41° 10' 50" NB, 8° 40' 53" WL |
| Matosinhos Sul        | 7 december 2002 | A                 | maaiveld | 2 sporen met zijperrons                    | 41° 10' 48" NB, 8° 41' 19" WL |
| Brito Capelo          | 7 december 2002 | A                 | maaiveld | 2 sporen met zijperrons                    | 41° 11' 2" NB, 8° 41' 29" WL  |
| Mercado de Matosinhos | 7 december 2002 | A                 | maaiveld | 2 sporen met zijperrons                    | 41° 11' 15" NB, 8° 41' 36" WL |
| Senhor de Matosinhos  | 7 december 2002 | A                 | maaiveld | 2 sporen met zijperrons                    | 41° 11' 17" NB, 8° 41' 7" WL  |

Na het gezamenlijke traject van de lijnen A, B, C, E en F te hebben verlaten is het traject van lijn A in Matosinhos typisch dat van een moderne tram. De sporen bevinden zich voor het grootste deel in middenbermen of aan de zijkanten van wegen. De kruisingen met deze wegen zijn beveiligd met verkeerslichten. Tussen de haltes Estádio do Mar en Pedro Hispano is een volledig vrij traject dat onder een autoweg (IC1/A28) doorgaat. Tussen de haltes Matosinhos Sul en Mercado de Matosinhos hebben de trams geen eigen baan maar gaan door de Rua Brito Capelo, die hier voetgangersgebied is. Auto's mogen hier slechts in beperkte mate komen ter bevoorrading van winkels en het bereiken van de garages van bewoners. De sporen bij de halte Brito Capelo zijn iets verdiept aangelegd waardoor de perrons op gelijk niveau zijn als, en deel uitmaken van de rest van de straat. Na de eindhalte Senhor de Matosinhos zijn lange uitloopsporen waarop de trams keren.

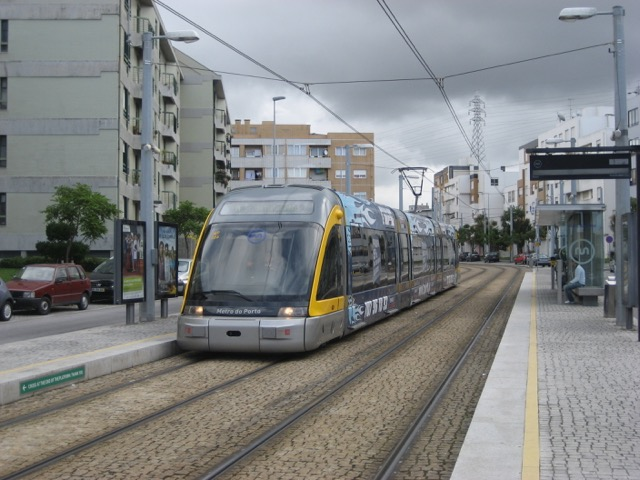
Vasco da Gama
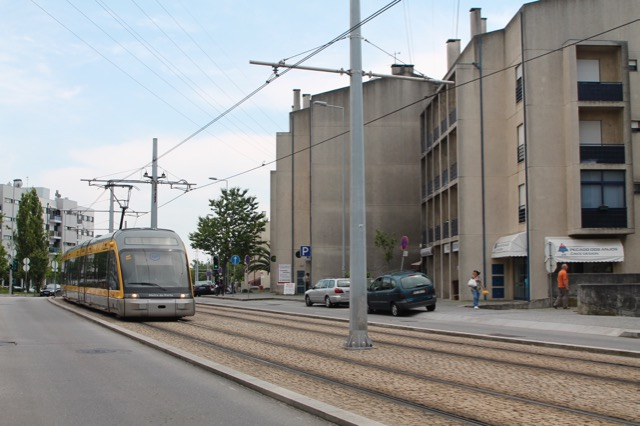
Eurotram op de Avenida Calouste Gulbenkian
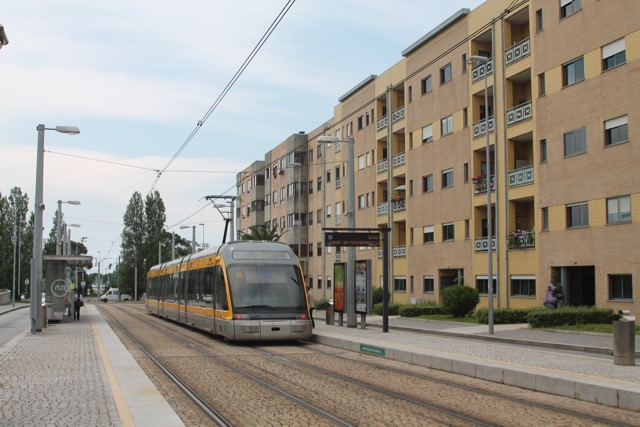
Estádio do Mar
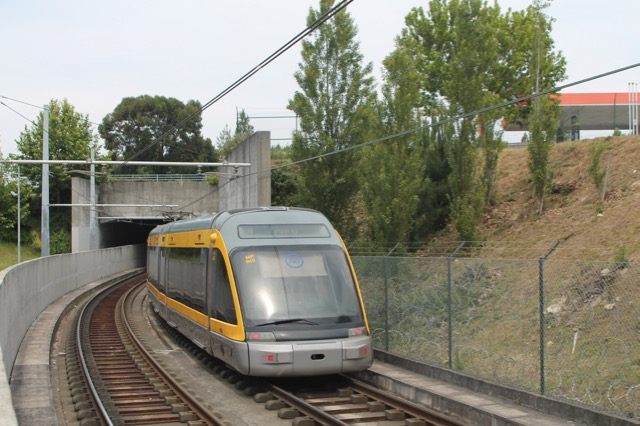
Onderdoorgang IC1/A28 in Matosinhos
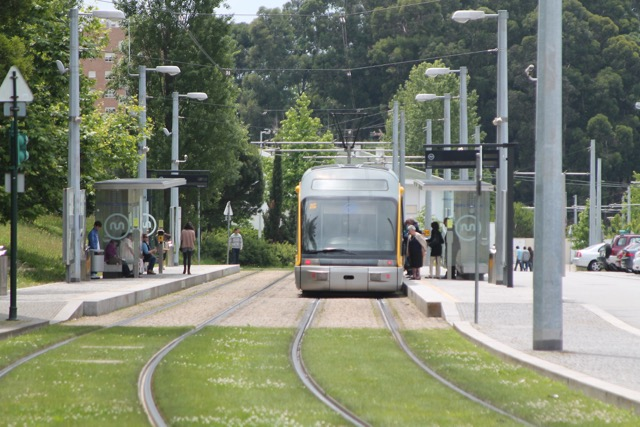
Pedro Hispano
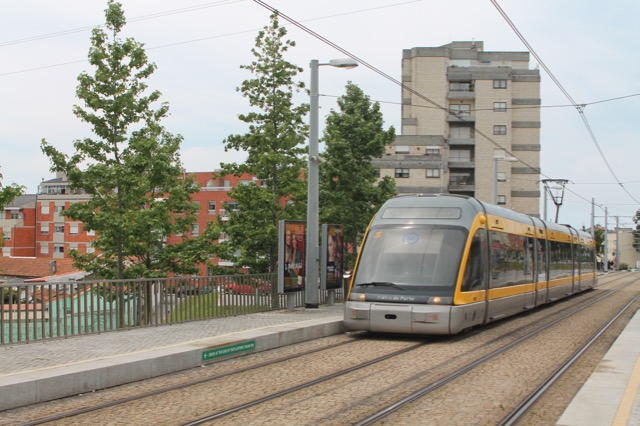
Parque Real
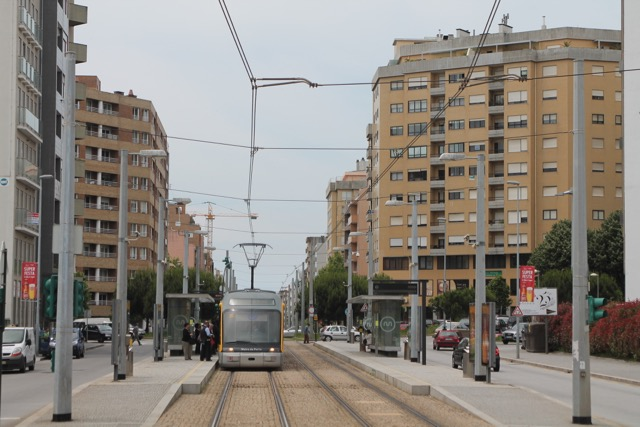
Câmera de Matosinhos
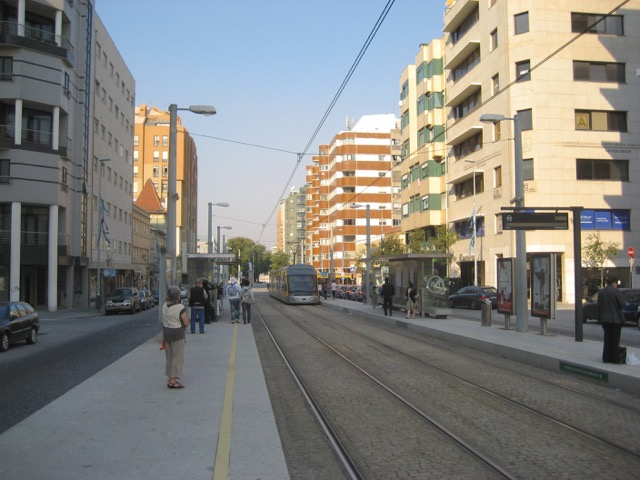
Matosinhos Sul
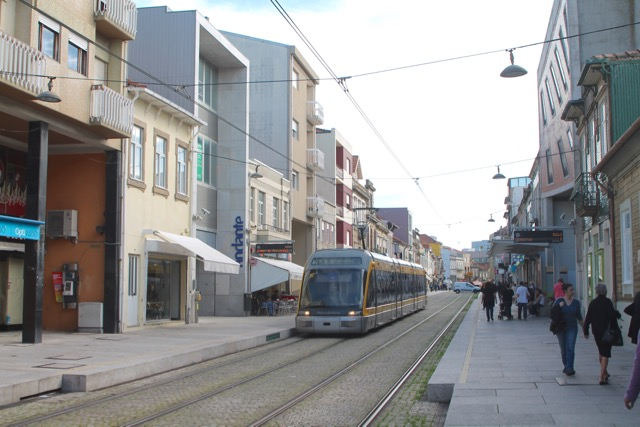
Brito Capelo
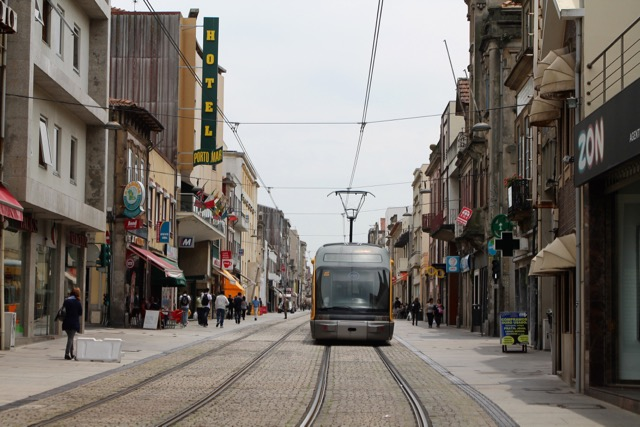
Rua Brito Capelo tussen de haltes Brito Capelo en Mercado de Matosinhos
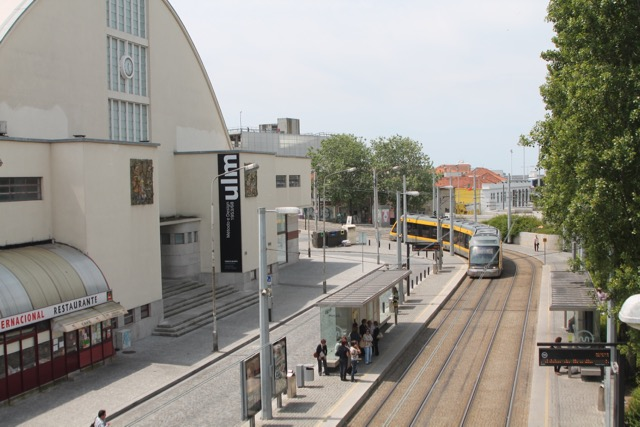
Mercado de Matosinhos. Links het marktgebouw waarnaar deze halte is genoemd.
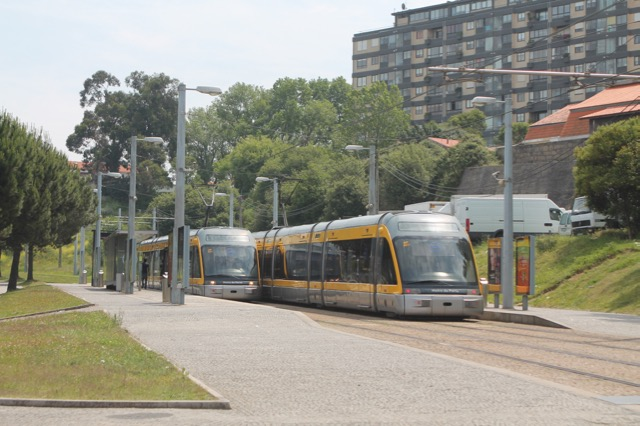
Senhor de Matosinhos

### Gezamenlijk traject lijnen B en E Senhora da Hora - Verdes
| Station / Halte | Opening         | Lijnen            | Ligging               | Lay-out                                    | Coördinaten                   |
| --------------- | --------------- | ----------------- | --------------------- | ------------------------------------------ | ----------------------------- |
| Senhora da Hora | 7 december 2002 | A, B, Bx, C, E, F | maaiveld              | 3 sporen met 1 zijperron en 1 middenperron | 41° 11' 17" NB, 8° 39' 16" WL |
| Fonte do Cuco   | 12 maart 2005   | B, C, E           | maaiveld              | 2 keer 2 sporen met zijperrons             | 41° 11' 39" NB, 8° 39' 21" WL |
| Custóias        | 12 maart 2005   | B, E              | op viaduct / maaiveld | 2 sporen met zijperrons                    | 41° 12' 1" NB, 8° 39' 20" WL  |
| Esposade        | 12 maart 2005   | B, E              | maaiveld              | 2 sporen met zijperrons                    | 41° 12' 58" NB, 8° 39' 16" WL |
| Crestins        | 12 maart 2005   | B, E              | maaiveld              | 2 sporen met zijperrons                    | 41° 13' 59" NB, 8° 39' 24" WL |
| Verdes          | 27 mei 2006     | B, E              | maaiveld              | 4 sporen met 4 zijperrons                  | 41° 14' 17" NB, 8° 39' 30" WL |

Aan het eind van het gezamenlijk traject van de lijnen A, B, C, E en F, vlak voor de halte Fonte do Cuco splitst lijn C naar Maia af van de lijnen B en E. De dubbelhalte Fonte do Cuco heeft aparte sporen met perrons voor enerzijds de lijnen B en E en anderzijds lijn C. Enkele korte voetpaden zorgen voor een eenvoudige verbinding tussen de beide delen. Tot de halte Custóias gaat het traject door buurten met voornamelijk laagbouw. Ten noorden van Custóias wordt de omgeving gekenmerkt door een mengsel van agrarische en industriële bedrijven en snelwegen, afgewisseld met enkele gehuchten. Hier is ook het remise en werkplaatscomplex Guifões van de Metro do Porto. Op de halte Crestins is het voormalige stationsgebouw van de smalspoorlijn Porto - Póvoa de Varzim nog aanwezig.
Op korte afstand ten noorden van Crestins is de halte Verdes, waar lijn E zich afsplitst van lijn B. Verdes heeft vier sporen met evenzoveel zijperrons. Lijn B maakt gebruik van de buitenste sporen en heeft de perrons aan de linkerzijde. Na de halte komen beide sporen weer naar elkaar toe, kruisen onder een viaduct de Avenida do Aeroporto en gaan verder in de richting Póvoa de Varzim. Lijn E gebruikt in de halte Verdes de binnenste sporen, die vrij steil naar beneden gaan. Het hierdoor veroorzaakte hoogteverschil is de oorzaak dat er geen twee middenperrons, maar vier zijperrons zijn. Bij het verlaten van de halte Verdes gaan de sporen van lijn E scherp naar links een korte tunnel in onder het westelijke spoor van lijn B door en verder in de richting Aeroporto.

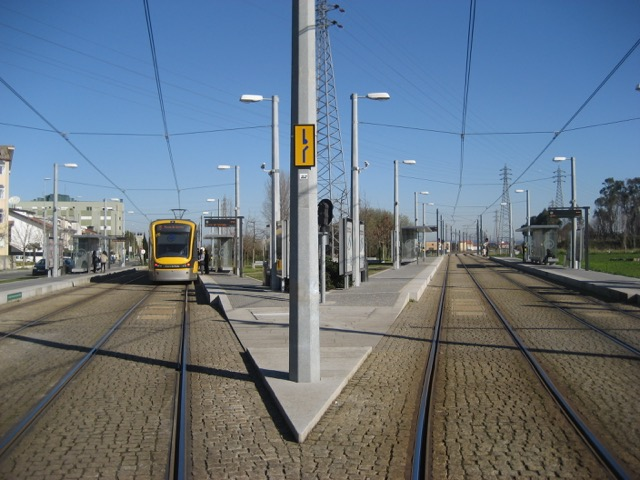
Fonte do Cuco, met links de sporen van de lijnen B en E en rechts de sporen van lijn C
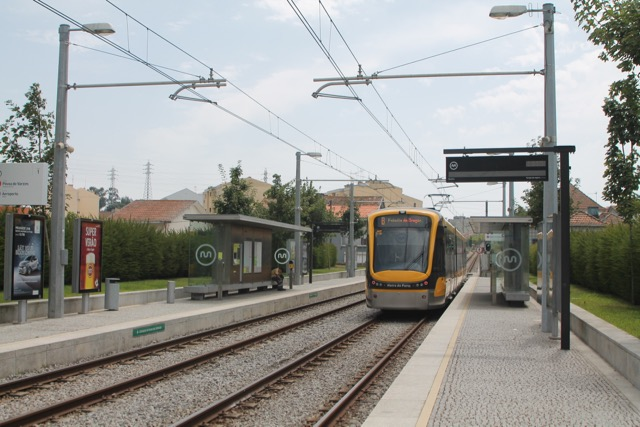
Custóias
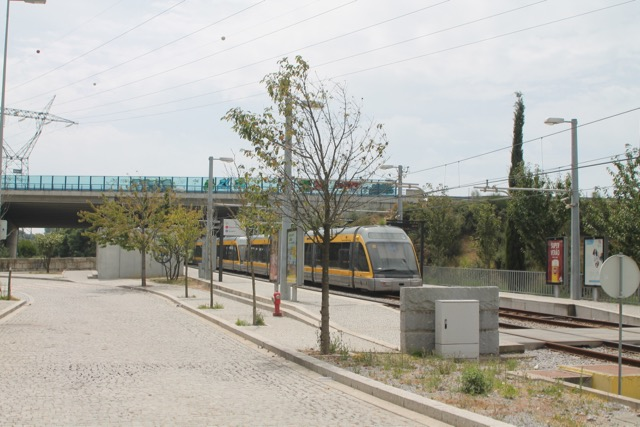
Esposade
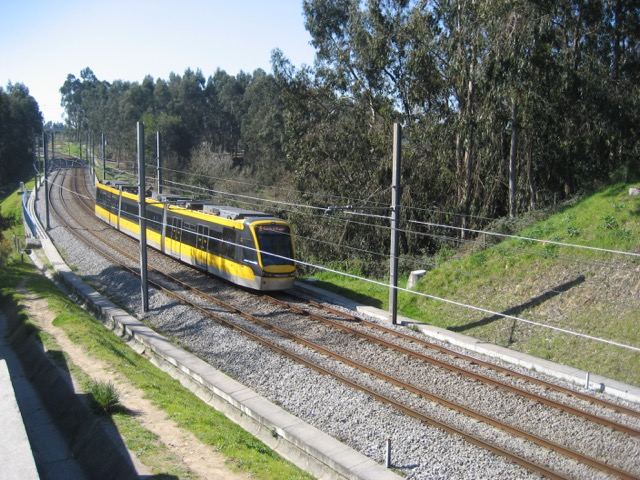
Een Flexity Swift tram steekt de brug over de Rio Leça over tussen Crestins en Esposade.
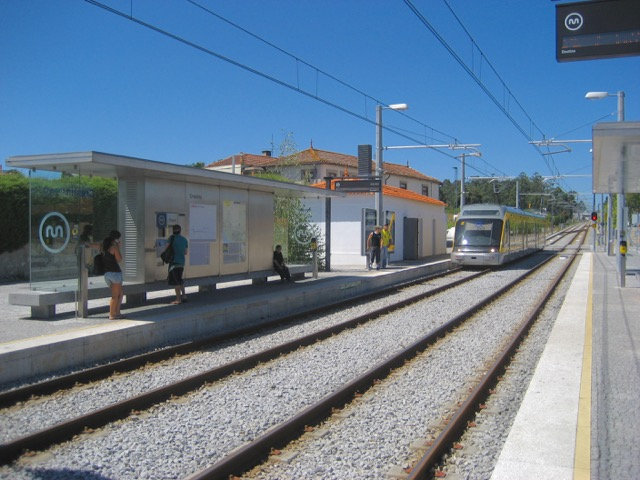
Crestins. Op de achtergrond is het oude stationsgebouw van de voormalige smalspoorlijn.
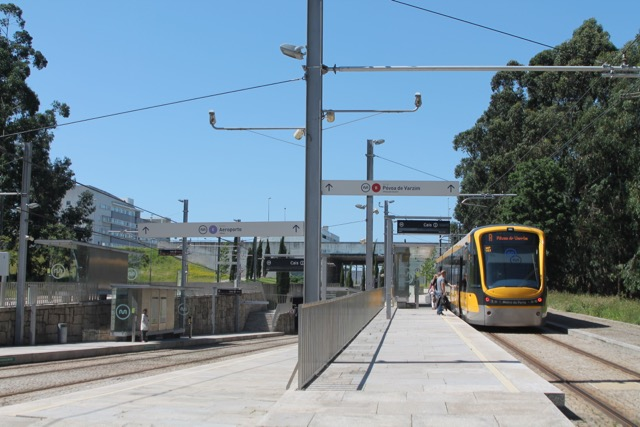
Een van de hoge delen van de halte Verdes met een Flexity Swift tram van lijn B naar Póvoa de Varzim. Links het lage deel van lijn E en uiterst links het hoge deel van lijn B voor de richting Porto.
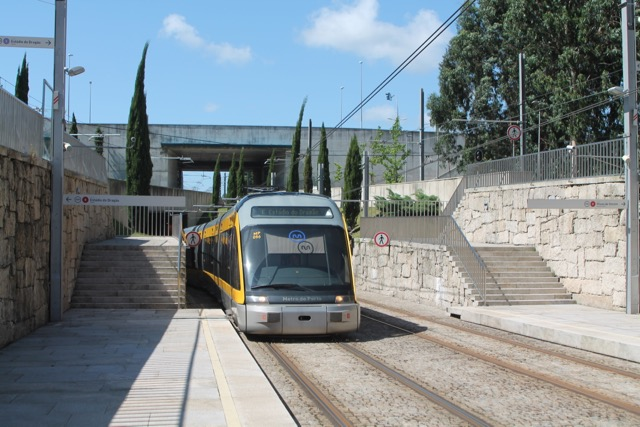
Het lage deel van de halte Verdes met een Eurotram van lijn E

### Traject lijn B Verdes - Póvoa de Varzim
| Station / Halte             | Opening       | Lijnen | Ligging  | Lay-out                                       | Coördinaten                   |
| --------------------------- | ------------- | ------ | -------- | --------------------------------------------- | ----------------------------- |
| Verdes                      | 27 mei 2006   | B, E   | maaiveld | 4 sporen met 4 zijperrons                     | 41° 14' 17" NB, 8° 39' 30" WL |
| Pedras Rubras               | 12 maart 2005 | B, Bx  | maaiveld | 2 sporen met zijperrons                       | 41° 14' 47" NB, 8° 39' 43" WL |
| Lidador                     | 18 maart 2006 | B      | maaiveld | 2 sporen met zijperrons                       | 41° 15' 18" NB, 8° 40' 5" WL  |
| Vilar de Pinheiro           | 18 maart 2006 | B      | maaiveld | 2 sporen met zijperrons                       | 41° 16' 13" NB, 8° 40' 46" WL |
| Modivas Sul                 | 18 maart 2006 | B      | maaiveld | 2 sporen met zijperrons                       | 41° 17' 7" NB, 8° 41' 37" WL  |
| Modivas Centro (Vila Chã)   | 18 maart 2006 | B      | maaiveld | 2 sporen met zijperrons                       | 41° 17' 37" NB, 8° 41' 57" WL |
| VC Fashion Outlet - Modivas | 26 juli 2017  | B, Bx  | maaiveld | 2 sporen met zijperrons                       | 41° 18' 2" NB, 8° 42' 15" WL  |
| Mindelo                     | 18 maart 2006 | B, Bx  | maaiveld | 2 sporen met zijperrons                       | 41° 18' 54" NB, 8° 42' 51" WL |
| Espaço Natureza             | 18 maart 2006 | B      | maaiveld | 2 sporen met zijperrons                       | 41° 19' 16" NB, 8° 43' 7" WL  |
| Varziela                    | 18 maart 2006 | B, Bx  | maaiveld | 2 sporen met zijperrons                       | 41° 20' 3" NB, 8° 43' 14" WL  |
| Árvore                      | 18 maart 2006 | B      | maaiveld | 2 sporen met zijperrons                       | 41° 20' 25" NB, 8° 43' 32" WL |
| Azurara                     | 18 maart 2006 | B      | maaiveld | 2 sporen met zijperrons                       | 41° 20' 45" NB, 8° 43' 41" WL |
| Santa Clara                 | 18 maart 2006 | B      | maaiveld | 2 sporen met zijperrons                       | 41° 21' 14" NB, 8° 44' 8" WL  |
| Vila do Conde               | 18 maart 2006 | B, Bx  | maaiveld | 2 sporen met zijperrons                       | 41° 21' 33" NB, 8° 44' 23" WL |
| Alto de Pega                | 18 maart 2006 | B      | maaiveld | 2 sporen met zijperrons                       | 41° 21' 52" NB, 8° 44' 42" WL |
| Portas Fronhas              | 18 maart 2006 | B, Bx  | maaiveld | 2 sporen met zijperrons                       | 41° 22' 9" NB, 8° 44' 59" WL  |
| São Bras                    | 18 maart 2006 | B      | maaiveld | 2 sporen met zijperrons                       | 41° 22' 24" NB, 8° 45' 14" WL |
| Póvoa de Varzim             | 18 maart 2006 | B, Bx  | maaiveld | 4 kopsporen met 1 zijperron en 1 middenperron | 41° 22' 40" NB, 8° 45' 30" WL |

#### Traject Verdes - Vila do Conde
Dit traject door relatief dunbevolkt gebied heeft het karakter van een spoorlijn. Komend uit de richting Verdes doet lijn B allereerst de halte Pedras Rubras aan. Hier zijn het oude stationsgebouw en de goederenloods van de smalspoorlijn Porto - Póvoa de Varzim nog aanwezig.De bebouwing van Pedras Rubras strekt zich in zuidwestelijke richting uit tot de luchthaven. Ongeveer een kilometer ten noorden van de halte Pedras Rubras is de halte Lidador voor de bewoners van de noordelijke nieuwbouwwijk van Pedras Rubras.
Iets ten noordoosten van de luchthaven ligt het dorpje Vilar do Pinheiro. Ook hier is het oude stationsgebouw van de smalspoorlijn nog aanwezig. De omgeving wordt nu gekenmerkt door verspreide buurtschappen in een voornamelijk agrarische omgeving afgewisseld met kleine bossen. Enkele honderden meters ten zuiden van de halte Modivas Sul staat het buiten gebruik zijnde en inmiddels vervallen stationsgebouw van het voormalige station Modivas. De halte Modivas Centro heeft de toevoeging (Vila Chã) wegens het ongeveer 2 km westelijker gelegen dorp. Modivas zelf, althans de belangrijkste bebouwing in deze uitgebreide buurtschap, ligt een paar honderd meter ten oosten van deze halte. Ook bij de halte Mindelo staat het oude stationsgebouw nog. Enkele honderden meters na de halte Azurara steekt de metrolijn met een brug de rivier Ave (Rio Ave) over. Deze betonnen brug is nog in het tijdperk van de smalspoorlijn Porto - Póvoa de Varzim gebouwd om de originele ijzeren brug te vervangen.
Bij de haltes Pedras Rubras, Vilar do Pinheiro, Modivas Centro (Vila Chã) en Mindelo zijn gelijkvloerse kruisingen voor het wegverkeer die beveiligd zijn met de Portugese versie van de AHOB.

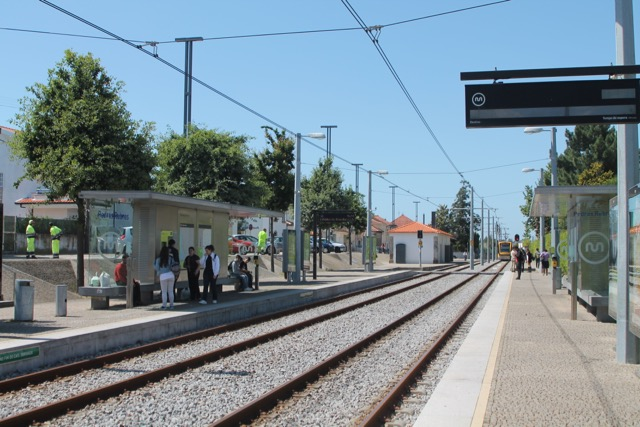
Pedras Rubras
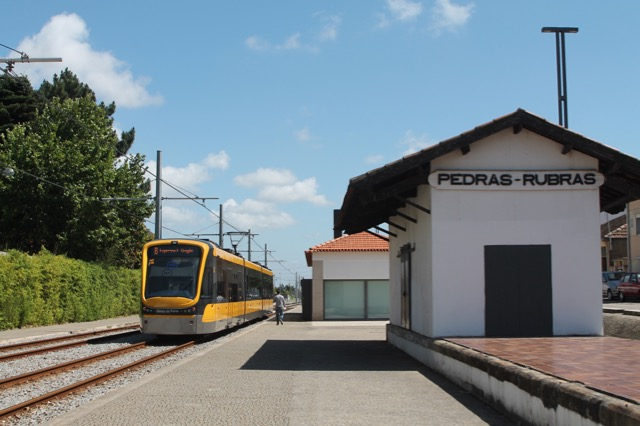
Oude goederenloods en stationsgebouw van de voormalige smalspoorlijn bij de halte Pedras Rubras
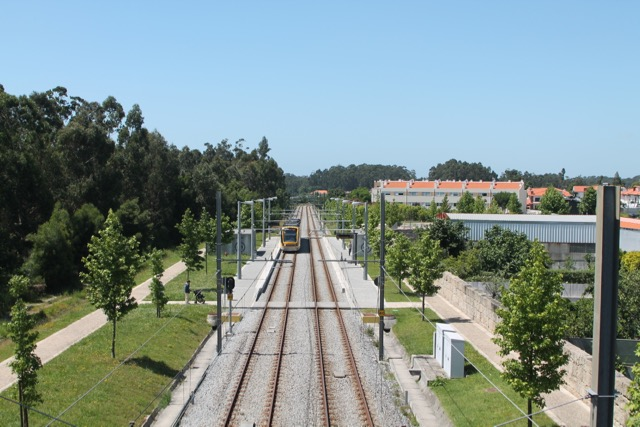
Lidador
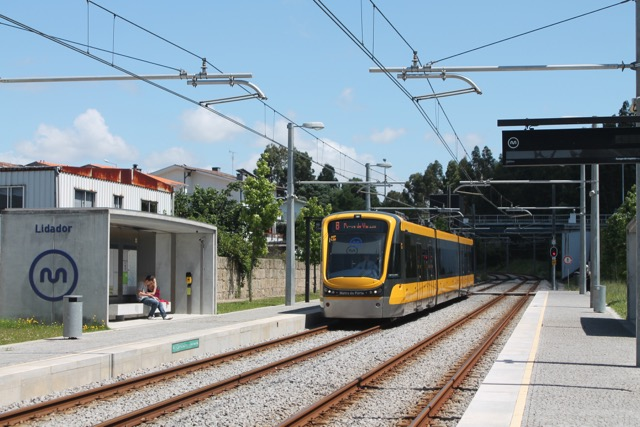
Lidador
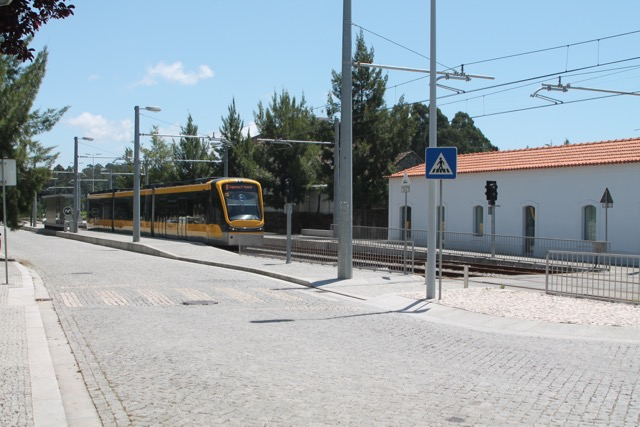
Vilar do Pinheiro. Rechts staat het oude stationsgebouw van de voormalige smalspoorlijn.
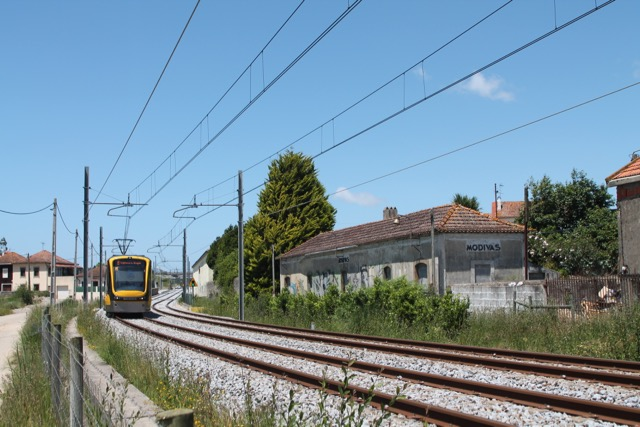
Een Flexity Swift tram passeert het oude station Modivas van de voormalige smalspoorlijn.
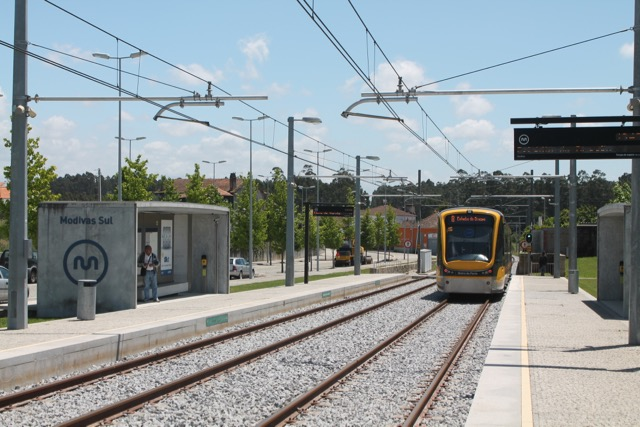
Modivas Sul
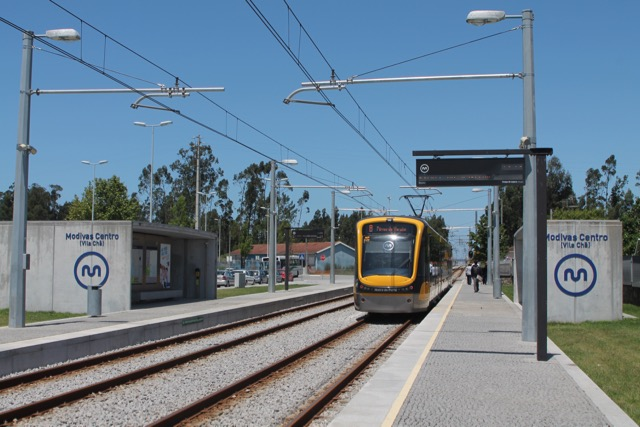
Modivas Centro (Vila Chã)
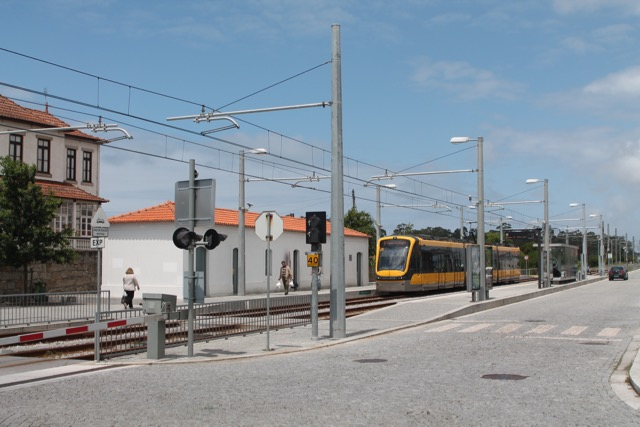
Mindelo met het oude stationsgebouw van de voormalige smalspoorlijn
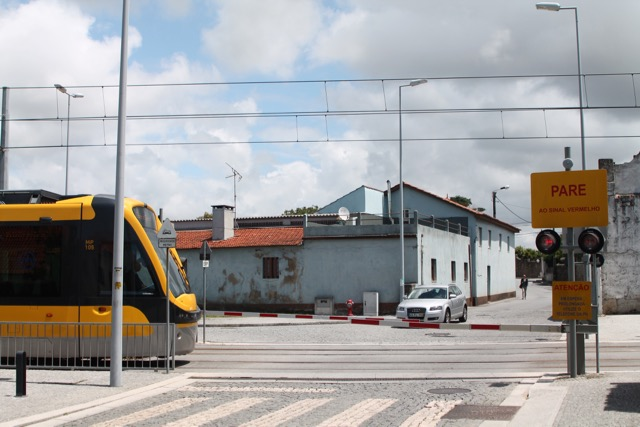
Spoorwegovergang Metro do Porto in Mindelo
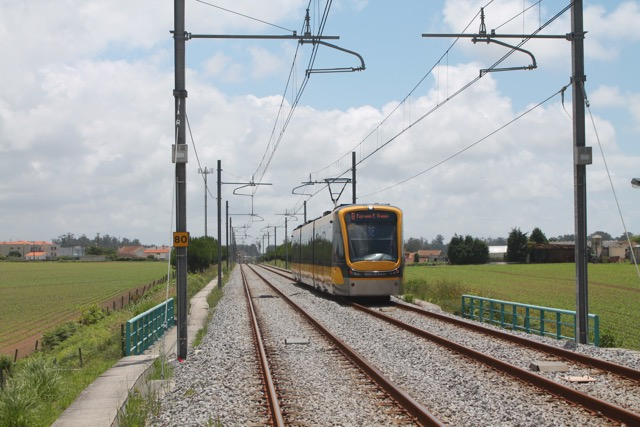
Lijn B bij Espaço Natureza
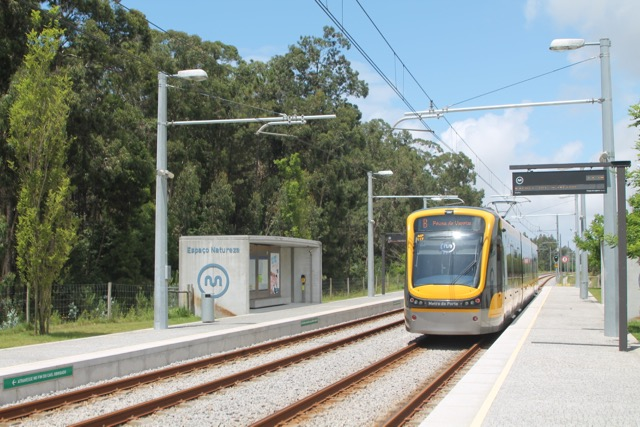
Espaço Natureza
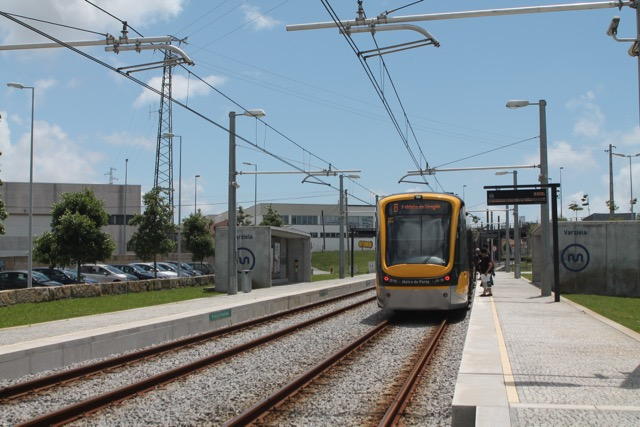
Varziela
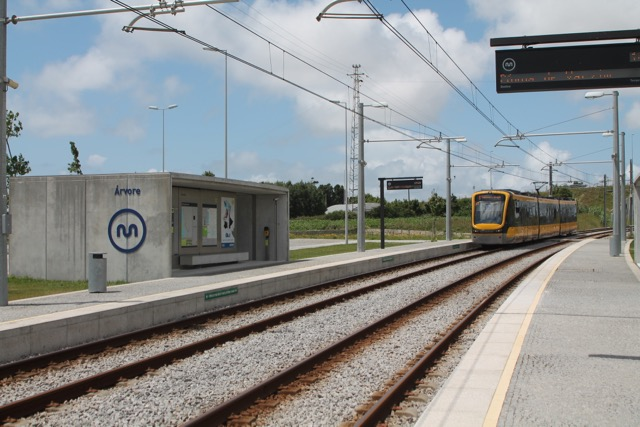
Árvore
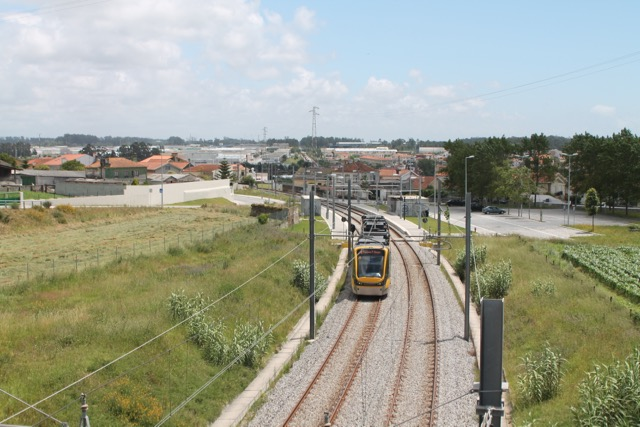
Árvore
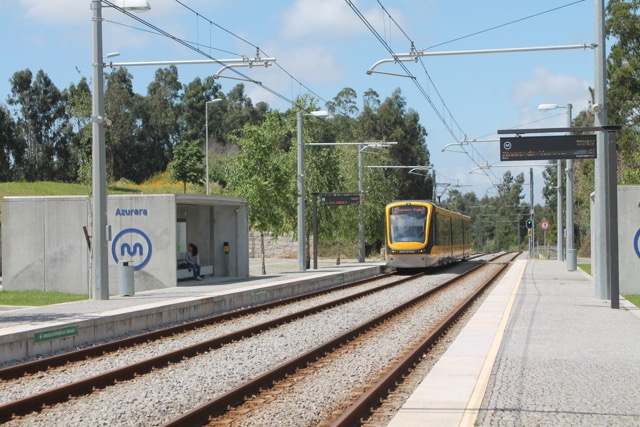
Azurara

#### Traject in Vila do Conde en Póvoa de Varzim
Na het oversteken van de Rio Ave gaat de lijn verder in het oostelijk deel van de bebouwde kom van de dubbelstad Vila do Conde en Póvoa de Varzim. Het gebied is nog in ontwikkeling, maar de wegen zijn deels al aangelegd. De sporen liggen in de middenberm van de weg en de kruisingen zijn beveiligd met verkeerslichten. Het eindpunt van lijn B is op de locatie van het oude station Póvoa de Varzim van de smalspoorlijn. Het stationsgebouw en de goederenloods zijn nog aanwezig. Er zijn vier kopsporen, waarvan er drie aan een perron liggen. Normaal worden er slechts twee sporen gebruikt door de aankomende en vertrekkende trams, de andere twee worden gebruikt om tussen de spitsuren extra materieel op te stellen.

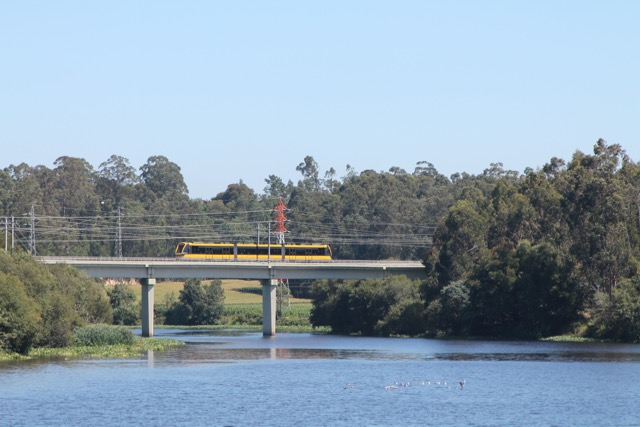
De brug over de Rio Ave in Vila do Conde met een Flexity Swift tram
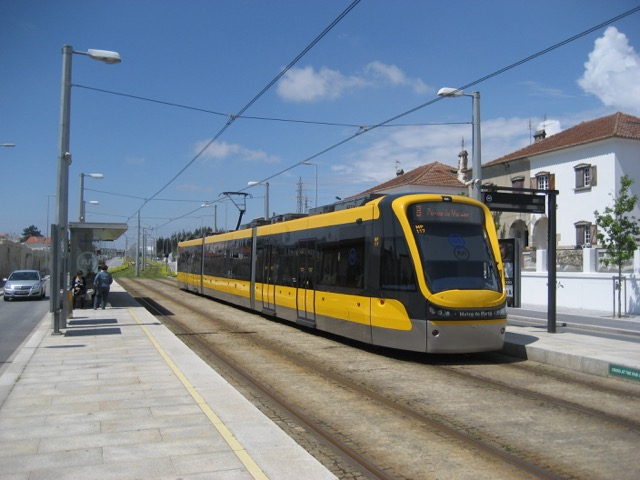
Santa Clara
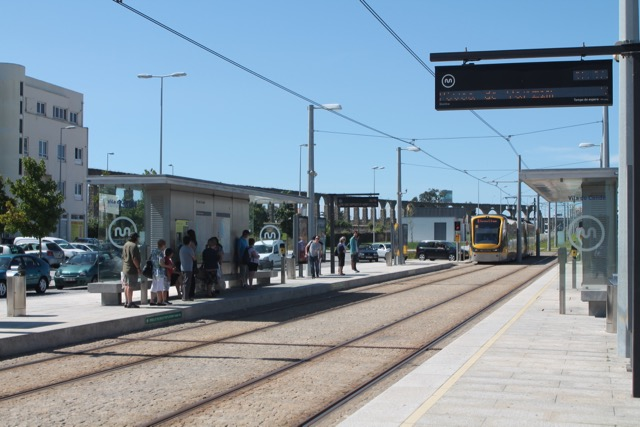
Vila do Conde
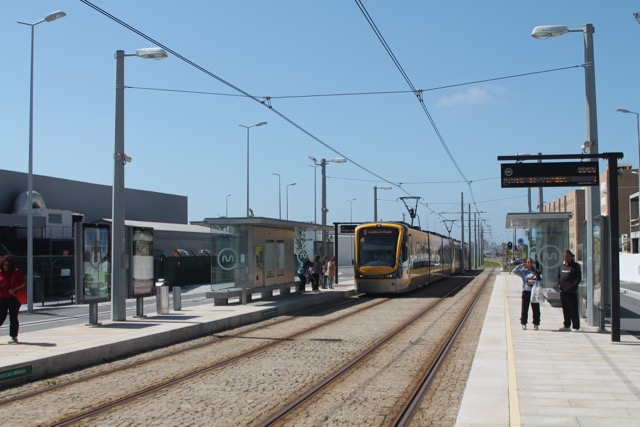
Alto de Pega
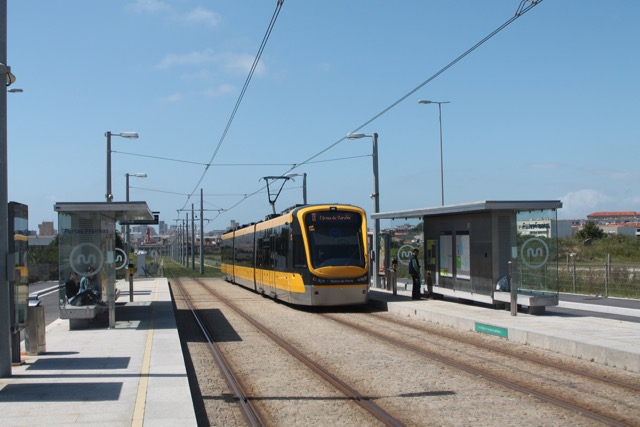
Portas Fronhas
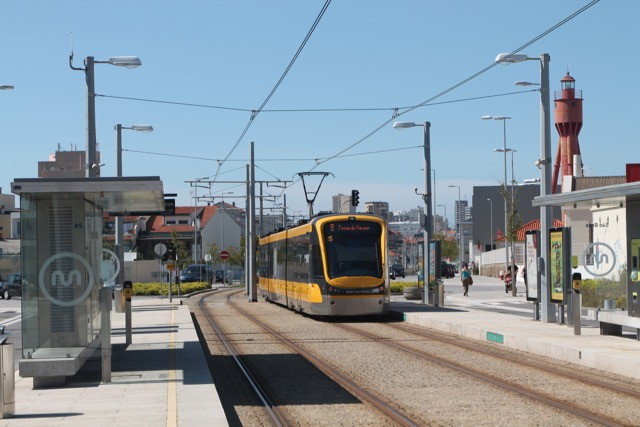
São Bras
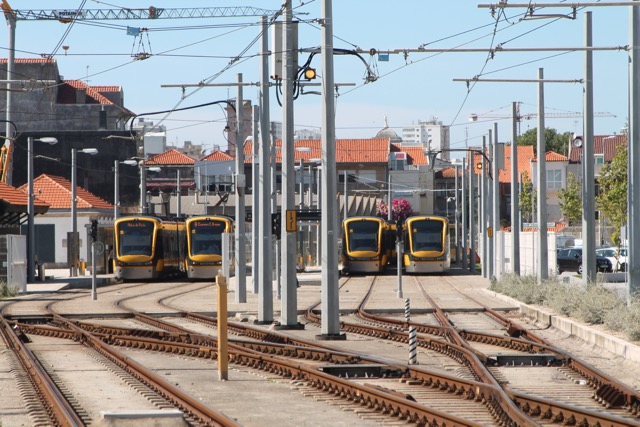
Póvoa de Varzim. Links staat het oude stationsgebouw van de voormalige smalspoorlijn.

### Traject lijn C Senhora da Hora - ISMAI
| Station / Halte  | Opening         | Lijnen            | Ligging    | Lay-out                                    | Coördinaten                   |
| ---------------- | --------------- | ----------------- | ---------- | ------------------------------------------ | ----------------------------- |
| Senhora da Hora  | 7 december 2002 | A, B, Bx, C, E, F | maaiveld   | 3 sporen met 1 zijperron en 1 middenperron | 41° 11' 17" NB, 8° 39' 16" WL |
| Fonte do Cuco    | 12 maart 2005   | B, C, E           | maaiveld   | 2 keer 2 sporen met zijperrons             | 41° 11' 39" NB, 8° 39' 21" WL |
| Cândido dos Reis | 30 juli 2005    | C                 | maaiveld   | 2 sporen met zijperrons                    | 41° 12' 3" NB, 8° 38' 59" WL  |
| Pias             | 30 juli 2005    | C                 | maaiveld   | 2 sporen met zijperrons                    | 41° 12' 30" NB, 8° 38' 49" WL |
| Araújo           | 30 juli 2005    | C                 | maaiveld   | 2 sporen met zijperrons                    | 41° 13' 1" NB, 8° 38' 28" WL  |
| Custió           | 30 juli 2005    | C                 | uitgraving | 2 sporen met zijperrons                    | 41° 13' 20" NB, 8° 38' 20" WL |
| Parque da Maia   | 30 juli 2005    | C                 | op viaduct | 2 sporen met overdekte zijperrons          | 41° 13' 45" NB, 8° 37' 35" WL |
| Forúm Maia       | 30 juli 2005    | C                 | maaiveld   | 2 sporen met zijperrons                    | 41° 14' 4" NB, 8° 37' 26" WL  |
| Zona Industrial  | 31 maart 2006   | C                 | uitgraving | 2 sporen met overdekte zijperrons          | 41° 14' 38" NB, 8° 37' 43" WL |
| Mandim           | 31 maart 2006   | C                 | maaiveld   | 2 sporen met zijperrons                    | 41° 15' 13" NB, 8° 37' 42" WL |
| Câstelo da Maia  | 31 maart 2006   | C                 | maaiveld   | 2 sporen met zijperrons                    | 41° 15' 46" NB, 8° 37' 1" WL  |
| ISMAI            | 31 maart 2006   | C                 | verhoogd   | 2 sporen met zijperrons                    | 41° 16' 8" NB, 8° 36' 55" WL  |

#### Traject Senhora da Hora - Forúm Maia
Aan het eind van het gezamenlijk traject van de lijnen A, B, C, E en F, vlak voor de halte Fonte do Cuco splitst lijn C naar Maia af van de lijnen B en E. De dubbelhalte Fonte do Cuco heeft aparte sporen met perrons voor enerzijds de lijnen B en E en anderzijds lijn C. Enkele korte voetpaden zorgen voor een eenvoudige verbinding tussen de beide delen. Lijn C volgt deels de route van de in 1932 geopende smalspoorlijn Senhora da Hora - Trofa. Het eerste deel van de lijn gaat door licht geaccidenteerd terrein en slingert zich tussen redelijk dicht bij elkaar gelegen woonkernen door. Tussen Pias en Araújo is bij de Rua da Cal een halte in ruwbouw gemaakt, maar nooit afgebouwd en in gebruik genomen. Na de halte Custió en kort voor Maia wijkt het traject van de tram af van de oude route van de spoorlijn om het centrum van Maia beter te kunnen bedienen. Even verderop is de halte Parque da Maia, gebouwd als een viaduct over een weg met ernaast een parkeerplaats. Vanaf de halte Parque Maia gaat de tramlijn de bebouwde kom van Maia in. De wegkruisingen zijn hier beveiligd met verkeerslichten. Vlak voor Forúm Maia gaat de tram door een korte straat (Rua Dr. Carlos Pires Felgueiras) die verder als voetgangersgebied is ingericht. Forúm Maia is het moderne centrum van deze voorstad waar o.a de Torre do Lidador staat, met 96 m een van de hoogste gebouwen in Portugal. De halte Forúm Maia dient als eindhalte voor ongeveer de helft van de diensten tijdens daguren doordeweeks. De trams keren hier met gebruik van een overloopwissel iets ten noorden van de halte.

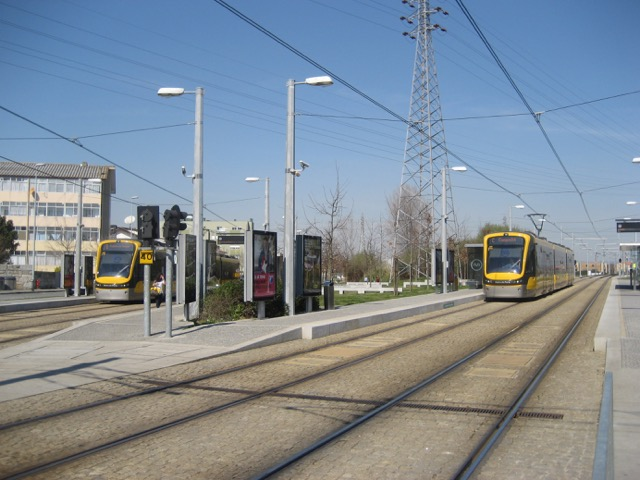
Fonte do Cuco, met in de achtergrond de sporen van de lijnen B en E en op de voorgrond de sporen van lijn C
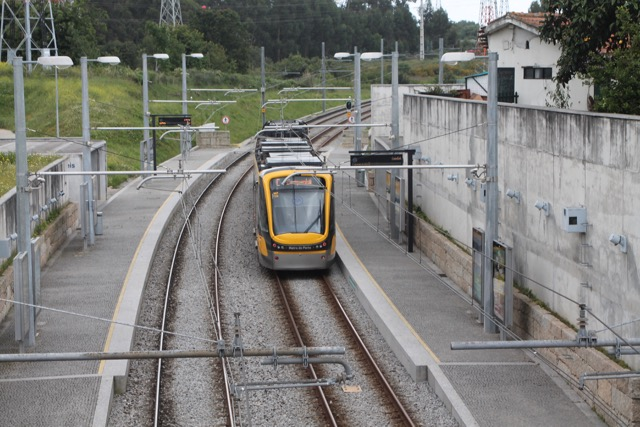
Candido dos Reis
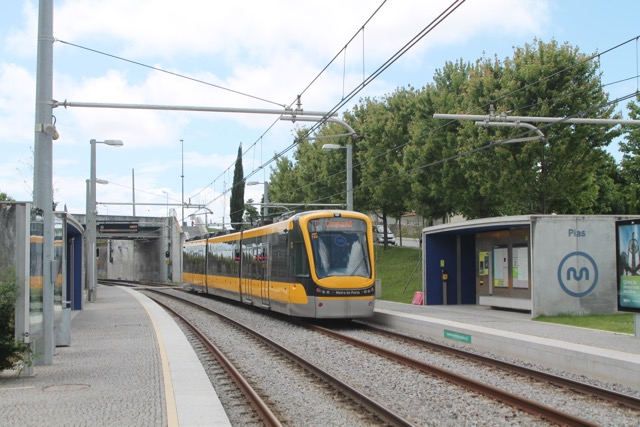
Pias
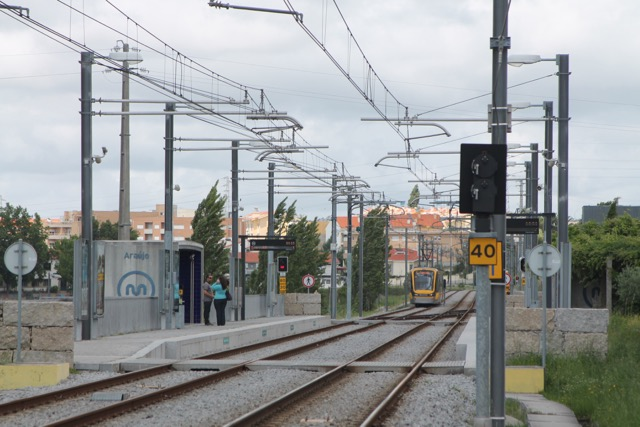
Araújo
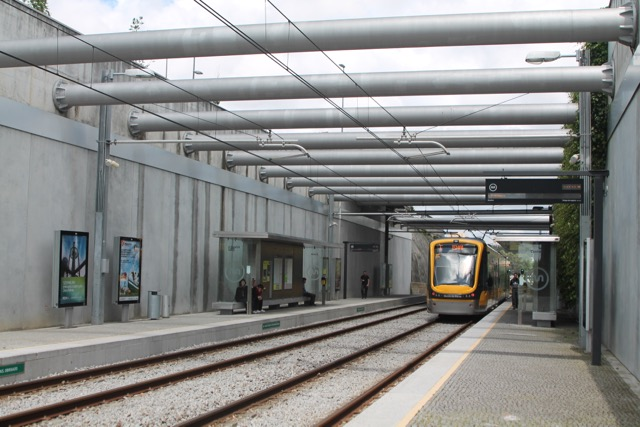
Custió
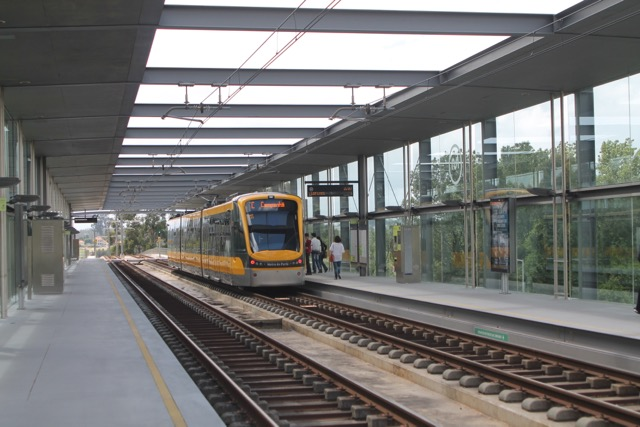
Parque da Maia
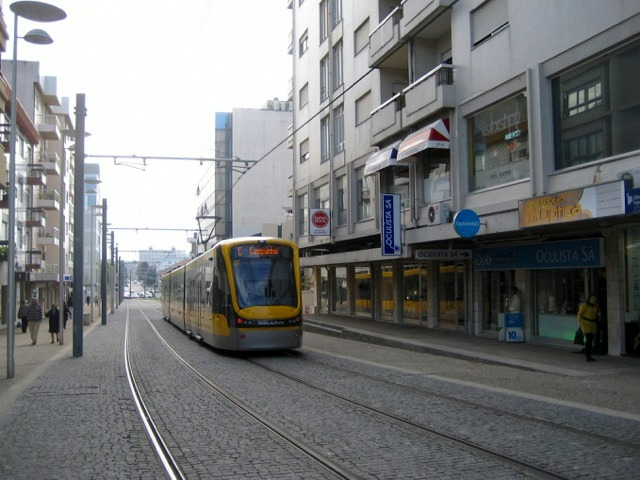
Een Flexity Swift tram in Rua Dr. Carlos Pires Felgueiras tussen Forúm Maia en Parque da Maia.
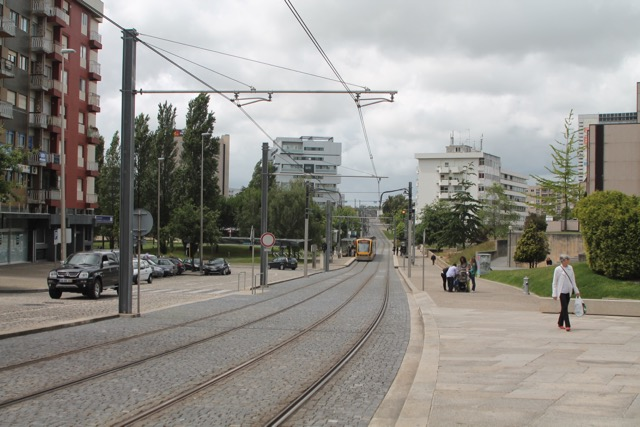
Forúm Maia met op de achtergrond de halte van de Metro do Porto

#### Traject Forúm Maia - ISMAI
De lijn verlaat de bebouwde kom van Maia enkele honderden meters na Forúm Maia en steekt met een ongeveer 700 m lang viaduct een ondiep dal en een brede snelweg over. Aan het eind van het viaduct ligt in een uitgraving de halte Zona Industrial. Er volgt een ongeveer 100 m lange tunnel onder een rotonde door en daarna klimt de lijn naar het hoger gelegen maaiveld. Over een afstand van ongeveer 500 m bevindt de lijn zich naast een weg. Daarna buigt de lijn een bos in om even verder de halte Mandim te bereiken. Vanaf hier volgt de lijn weer de route van de oude spoorlijn. In Castelo da Maia staat nog het oude stationsgebouw van de spoorlijn. Het eindpunt van de lijn in ISMAI bevindt zich in de noordelijke buitenwijk van Câstelo da Maia. De uitloopsporen zijn lang genoeg om niet alleen de trams te keren, maar ook enkele stellen tussen de spitsuren op te stellen.

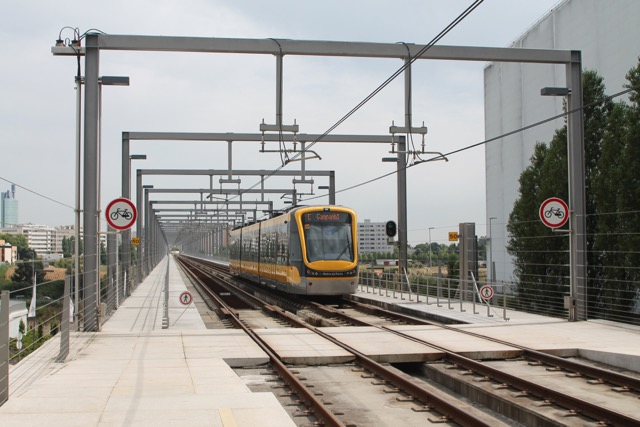
Het viaduct bij Zona Industrial
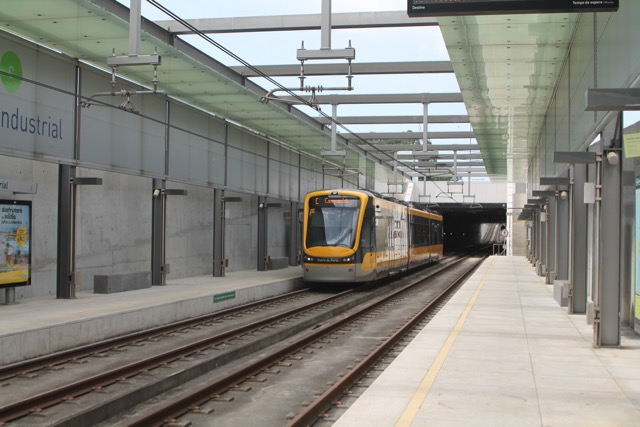
Zona Industrial
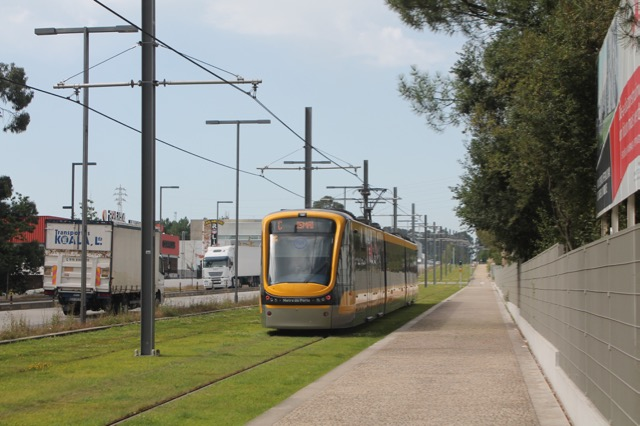
Een Flexity Swift tram op de Via de Francisco Sá Carneiro tussen Zona Industrial en Mandim
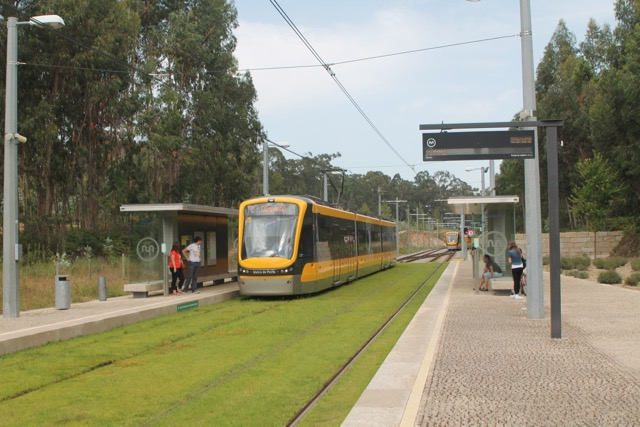
Mandim
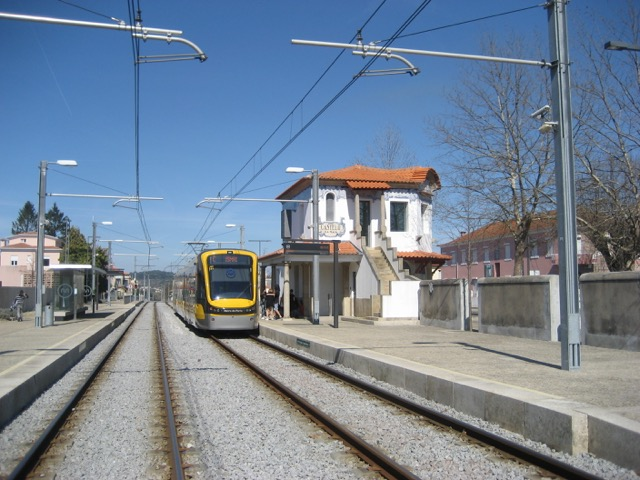
Castelo da Maia, met rechts het oude stationsgebouw van de voormalige smalspoorlijn
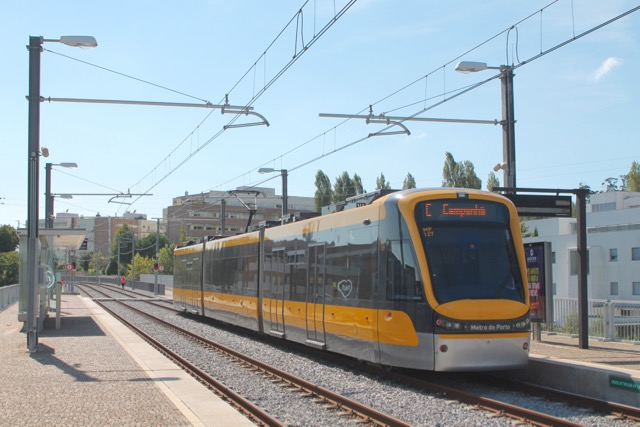
ISMAI
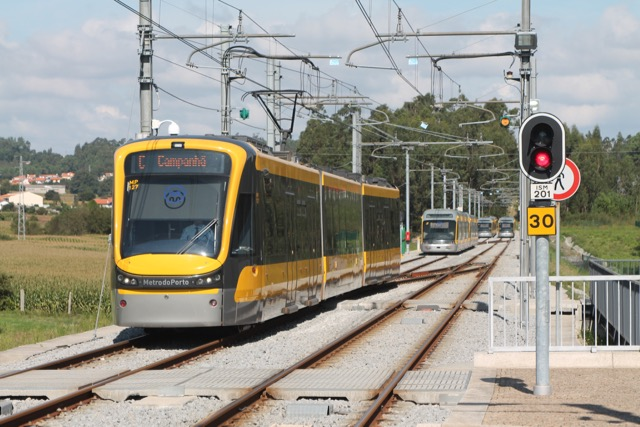
De uitloopsporen van de eindhalte ISMAI

### Traject lijn D Hôspital de São João - Santo Ovídio
| Station / Halte      | Opening           | Lijnen | Ligging     | Lay-out                                                     | Coördinaten                   |
| -------------------- | ----------------- | ------ | ----------- | ----------------------------------------------------------- | ----------------------------- |
| Hôspital de São João | 31 maart 2006     | D      | maaiveld    | 2 sporen met zijperrons                                     | 41° 10' 60" NB, 8° 36' 8" WL  |
| IPO                  | 31 maart 2006     | D      | maaiveld    | 2 sporen met zijperrons                                     | 41° 10' 52" NB, 8° 36' 16" WL |
| Poló Universitário   | 17 september 2005 | D      | ondergronds | 2 sporen met middenperron                                   | 41° 10' 29" NB, 8° 36' 13" WL |
| Salgueiros           | 17 september 2005 | D      | ondergronds | 2 sporen met zijperrons                                     | 41° 10' 10" NB, 8° 35' 55" WL |
| Combatentes          | 17 september 2005 | D      | ondergronds | 2 sporen met zijperrons                                     | 41° 9' 55" NB, 8° 35' 55" WL  |
| Marques              | 17 september 2005 | D      | ondergronds | 2 sporen met zijperrons                                     | 41° 9' 40" NB, 8° 36' 15" WL  |
| Faria Guimarães      | 17 september 2005 | D      | ondergronds | 2 sporen met zijperrons                                     | 41° 9' 26" NB, 8° 36' 33" WL  |
| Trindade             | 17 september 2005 | D      | ondergronds | 2 sporen met zijperrons                                     | 41° 9' 9" NB, 8° 36' 33" WL   |
| Aliados              | 17 september 2005 | D      | ondergronds | 2 sporen met zijperrons                                     | 41° 8' 55" NB, 8° 36' 39" WL  |
| São Bento            | 17 september 2005 | D      | ondergronds | 2 sporen met zijperrons                                     | 41° 8' 41" NB, 8° 36' 39" WL  |
| Jardim do Morro      | 17 september 2005 | D      | maaiveld    | 2 sporen met zijperrons                                     | 41° 8' 15" NB, 8° 36' 31" WL  |
| General Torres       | 17 september 2005 | D      | maaiveld    | 2 sporen met zijperrons                                     | 41° 8' 2" NB, 8° 36' 27" WL   |
| Câmera de Gaia       | 17 september 2005 | D      | maaiveld    | 2 sporen met zijperrons                                     | 41° 7' 47" NB, 8° 36' 22" WL  |
| João de Deus         | 10 december 2005  | D      | maaiveld    | 2 sporen met overdekt middenperron                          | 41° 7' 34" NB, 8° 36' 20" WL  |
| Dom João II          | 28 mei 2008       | D      | maaiveld    | 2 sporen met 1 zijperron en 1 middenperron, geheel overdekt | 41° 7' 11" NB, 8° 36' 22" WL  |
| Santo Ovídio         | 15 oktober 2011   | D      | ondergronds | 2 sporen met zijperrons                                     | 41° 6' 56" NB, 8° 36' 24" WL  |

#### Traject in Porto
De eindhalte Hôspital de São João ligt op straatniveau vlak bij de hoofdingang van het ziekenhuis en ten zuiden van de Estrada da Circunvalação. Oorspronkelijk was het de bedoeling om ten oosten van de halte uitloopsporen te leggen als keergelegenheid voor de trams, maar de directie van het ziekenhuis vreesde dat deze te veel hinder zouden geven voor ambulances met spoedeisende gevallen. Als gevolg keren de trams nu op het noordelijke spoor van de halte en ligt het zuidelijke spoor er vrijwel ongebruikt bij. Ongeveer 400 m na de halte IPO begint de lijn af te dalen naar de ingang van de 4 km lange tunnel met acht ondergrondse stations. Direct na de ingang van de tunnel is een keerspoor tussen de beide doorgaande sporen en dan volgt het station Poló Universitário. Dit is het enige ondergrondse station met een midden perron en ook het enige zonder een tussenniveau tussen de straat en de perrons. In het station Salgueiros zorgt een groot transparant kunstwerk ervoor dat er toch daglicht kan doordringen tot de perrons. Het station Trindade van lijn D ligt ondergronds. Hier is aansluiting op alle overige lijnen die passeren op het bovengrondse deel van Trindade.

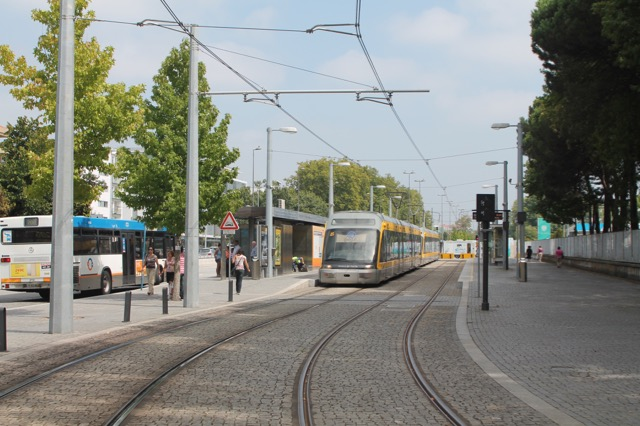
Hôspital de São João
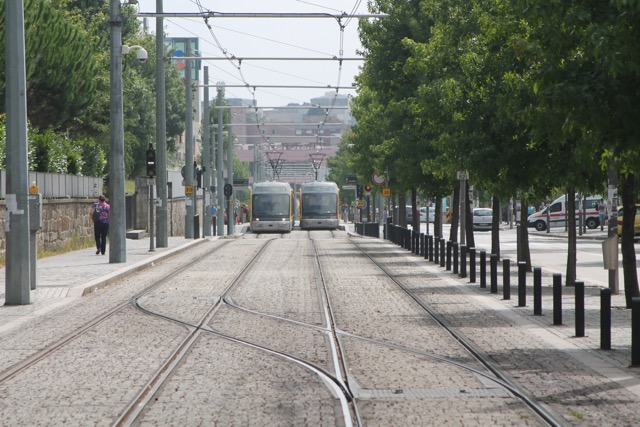
Overloopwissel tussen IPO (achtergrond) en Hôspital de São João
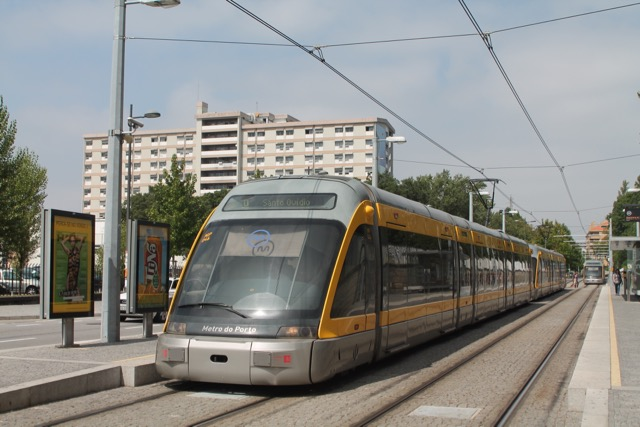
IPO
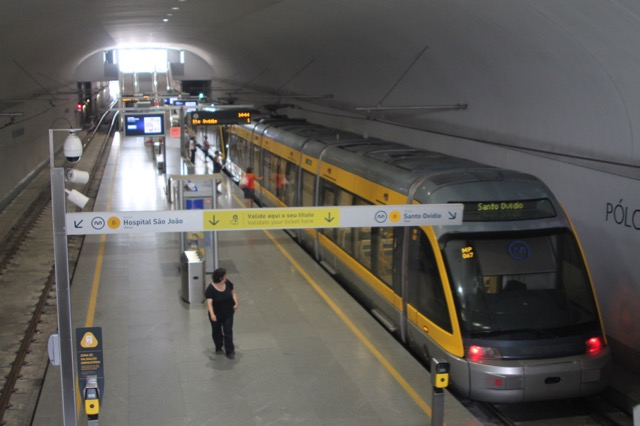
Poló Universitário
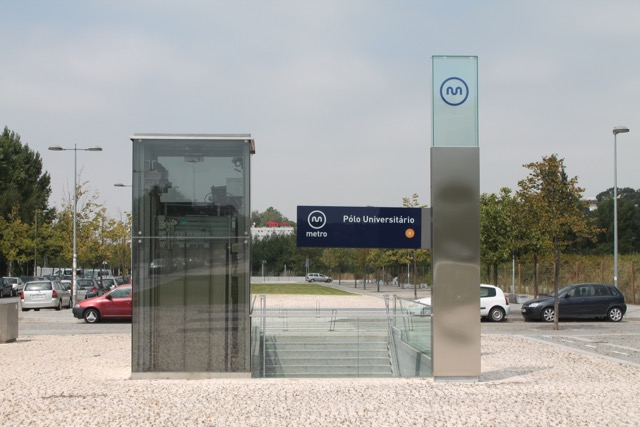
Ingang van het station Poló Universitário
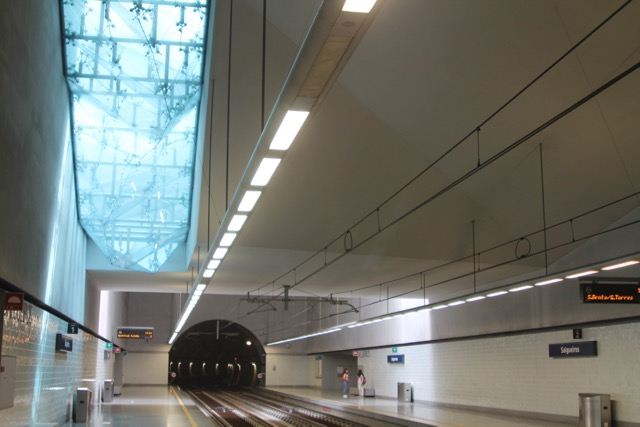
Salgueiros
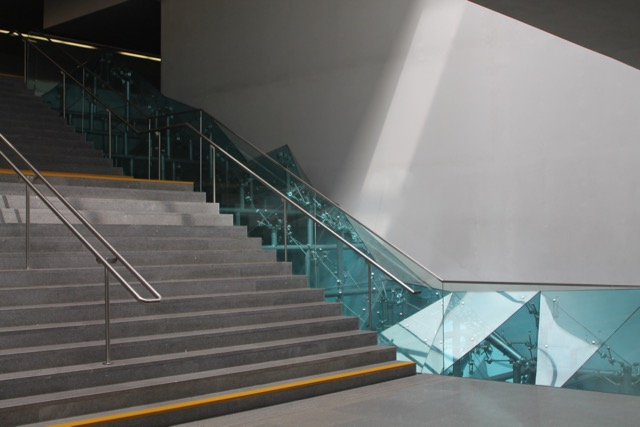
Salgueiros
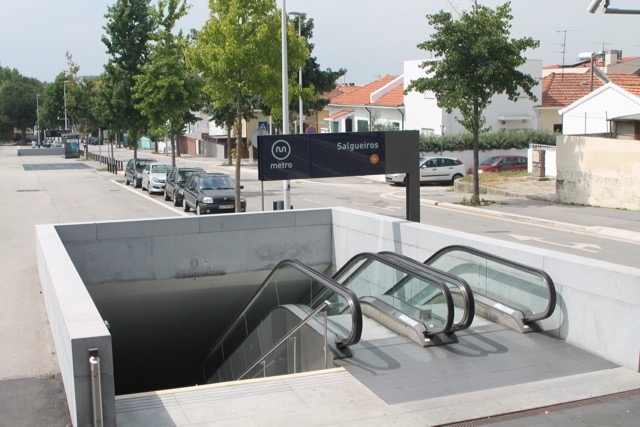
Ingang van het station Salgueiros
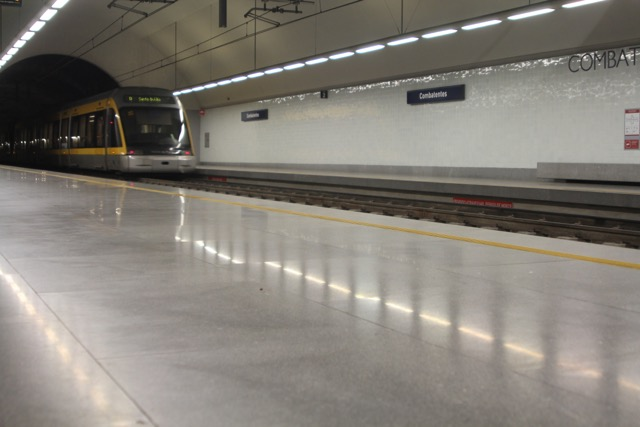
Combatentes
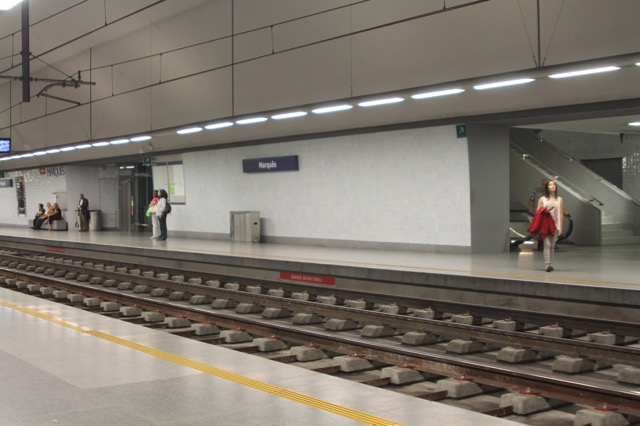
Marques
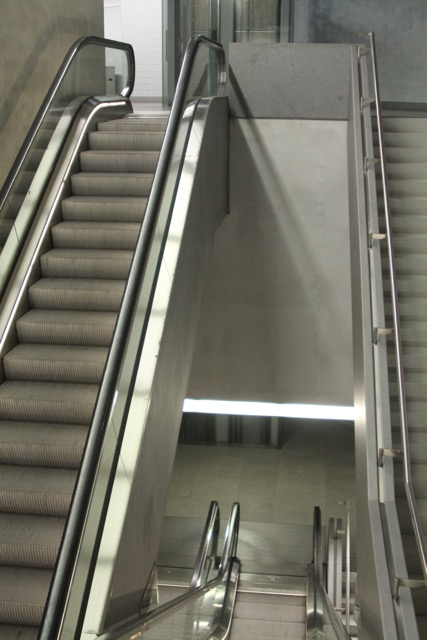
Marques
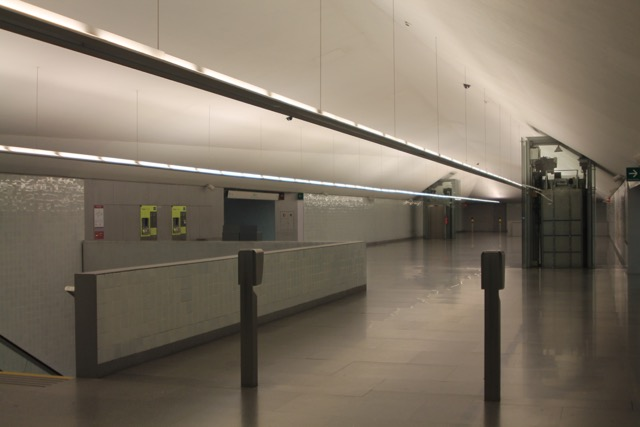
Faria Guimarães
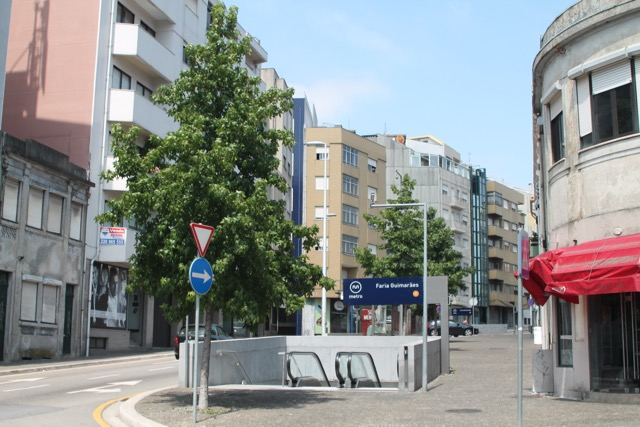
Ingang van het station Faria Guimarães
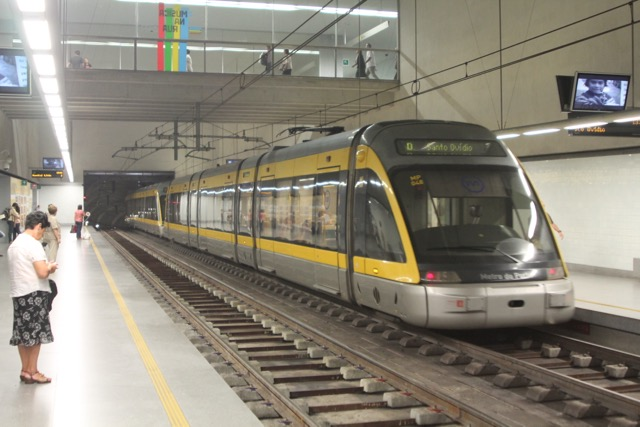
Ondergronds deel van het station Trindade. Dit deel wordt gebruikt voor lijn D.
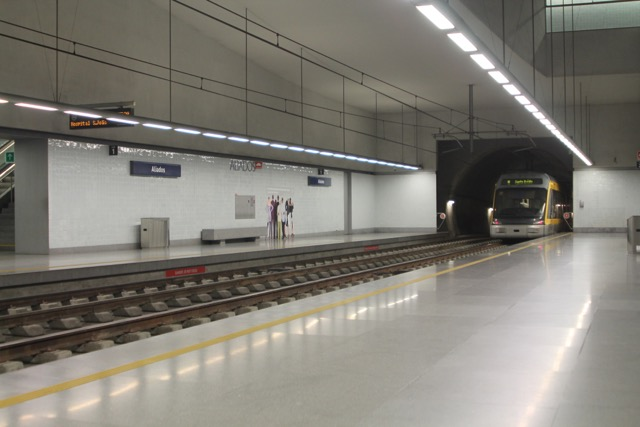
Aliados
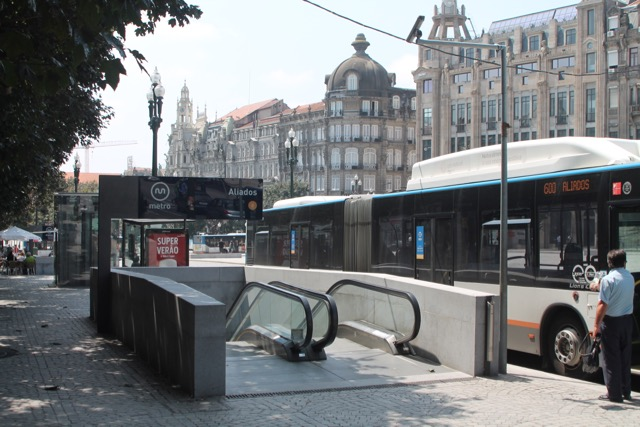
Ingang van het station Aliados
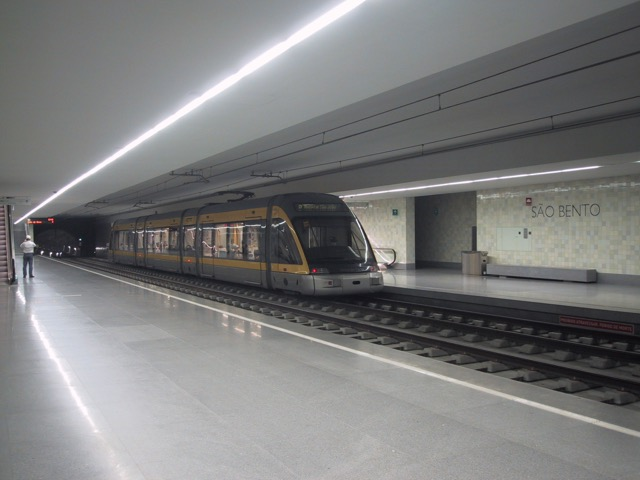
São Bento
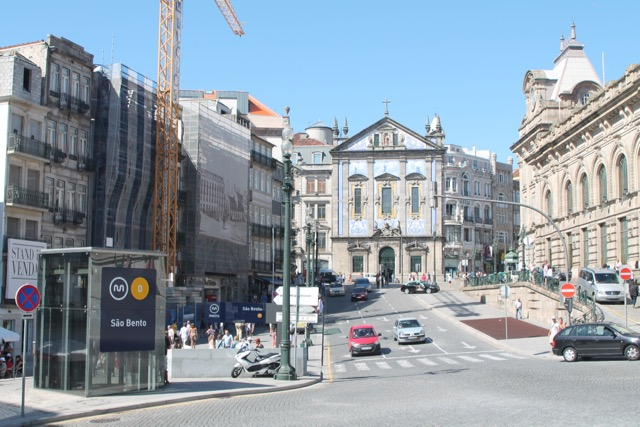
Noordelijke ingang van het station São Bento. Rechts het spoorwegstation São Bento.
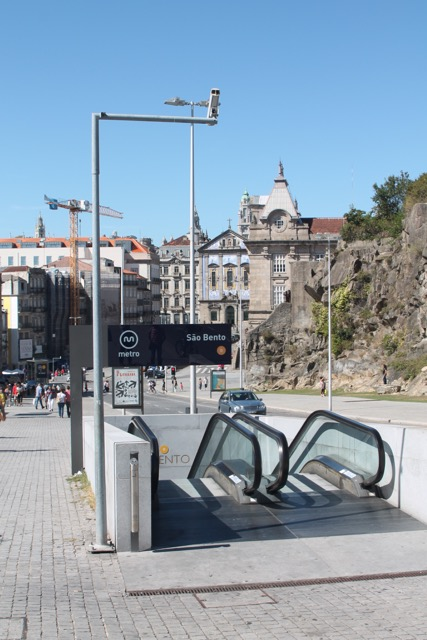
Zuidelijke ingang van het station São Bento.

#### Ponte Luís I
Direct na de zuidelijke uitgang van de tunnel rijden de trams over het bovendek van de Ponte Luís I. Deze dubbeldeks brug verbindt sinds 1886 Porto met het aan de overkant van de Douro gelegen Vila Nova de Gaia. Nadat op 30 maart 2003 enkele honderden meters oostelijker de [Ponte Infante Dom Henrique] werd geopend werd het wegverkeer op 27 juni 2003 van het bovendek van de Ponte Luís I verbannen. De Ponte Luís I kreeg een grote renovatie en werd het bovendek werd verbreed en geschikt gemaakt voor de trams van de Metro do Porto. Op 17 september 2005 werd de lijn over de brug geopend. Behalve de trams mogen ook voetgangers van het bovendek gebruik maken.

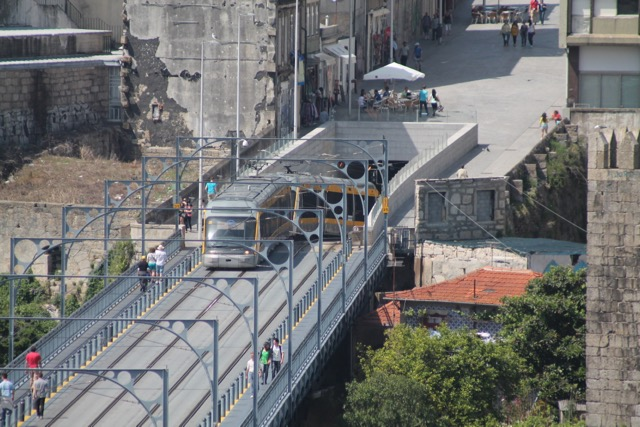
Een paar gekoppelde Eurotrams verlaat de tunnel onder de stad en rijdt de Ponte Luís I op.
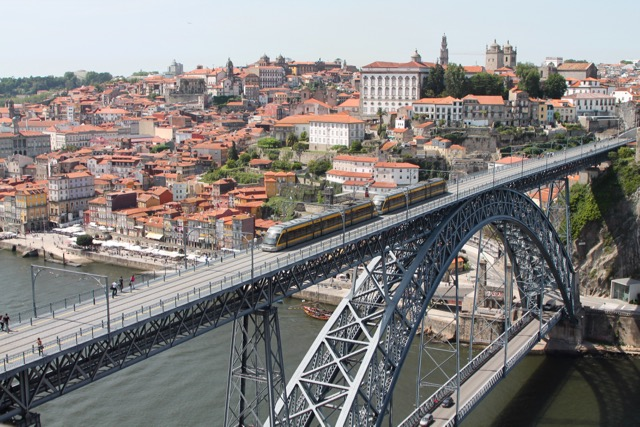
Ponte Luís I met op de achtergrond Porto gezien vanaf Serra do Pilar in VN de Gaia.
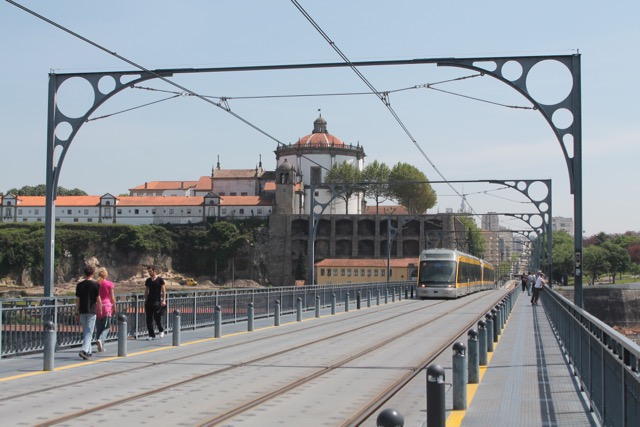
Ponte Luís I met op de achtergrond Serra do Pilar in VN de Gaia.
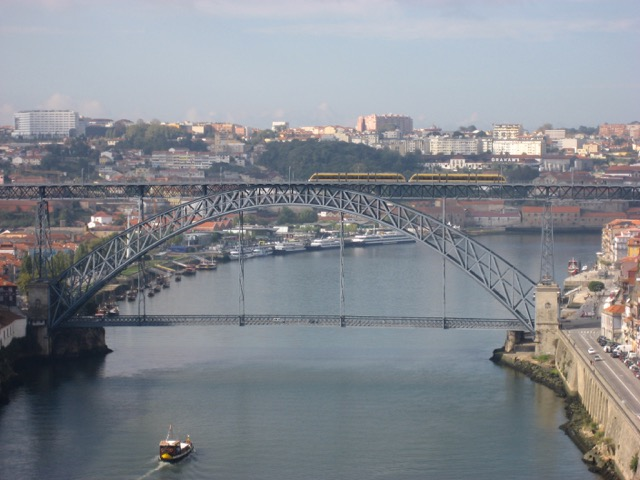
Ponte Luís I gezien vanaf de Ponte Infante Dom Henrique met rechts van de rivier Porto en links VN de Gaia.

#### Traject in Vila Nova de Gaia
In Vila Nova de Gaia ligt de lijn vrijwel geheel op straatniveau en in de middenberm van de Avenida da República. De wegkruisingen zijn beveiligd met verkeerslichten. De halte Jardim do Morro ligt naast het gelijknamige park en Serra do Pilar. Oorspronkelijk lag hier een heuvel, maar die is omstreeks 1910 afgegraven om een rechtstreekse verbinding met het bovendek van de brug mogelijk te maken. Naast de halte João de Deus staat het pand van de regionale vestiging van El Corte Ingles die voor veel reizigers zorgt. De halte Dom João II is ontworpen om goede aansluitingen te geven op de interlokale buslijnen. De busondernemingen lijken er echter de voorkeur aan te geven hier geen gebruik van te maken en liever door te rijden naar en van het centrum van Porto. Het eindstation Santo Ovídio ligt onder een drukke rotonde met onder het station weer een verkeerstunnel.

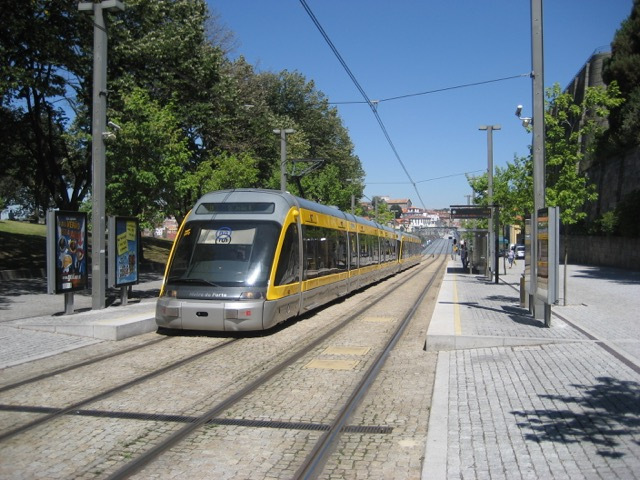
Jardim do Morro
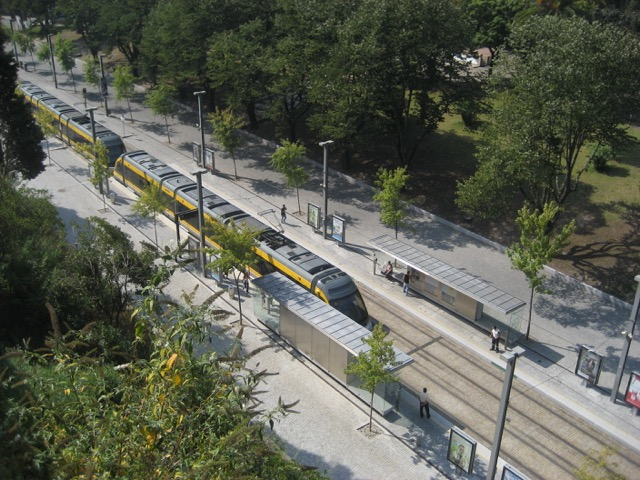
Jardim do Morro
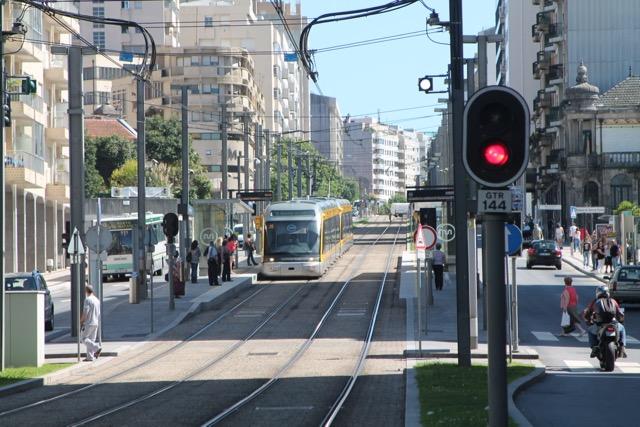
General Torres
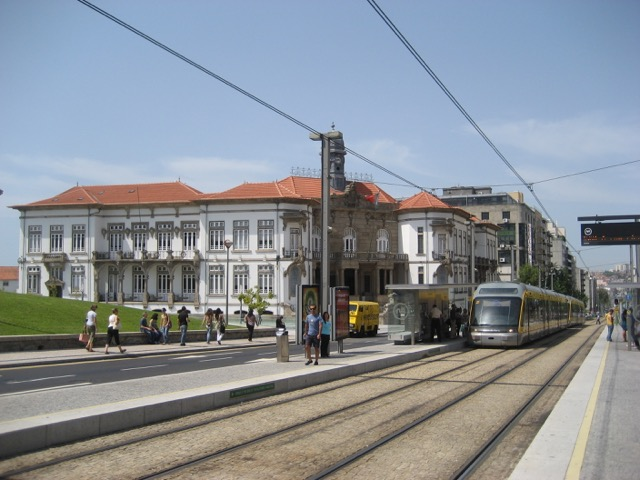
Câmera de Gaia
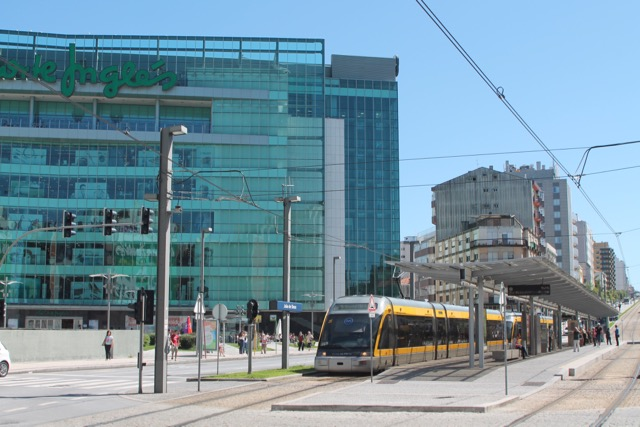
João de Deus
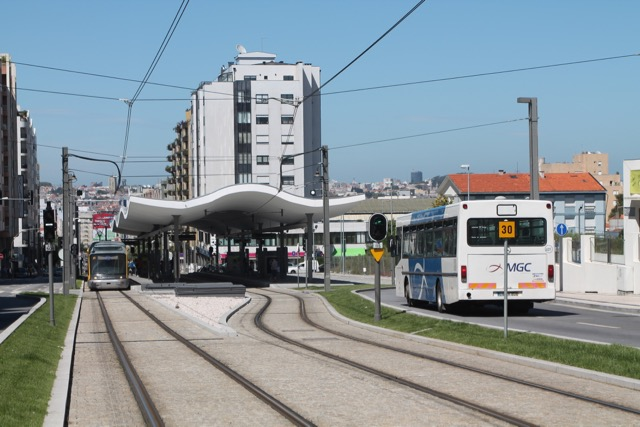
Dom João II
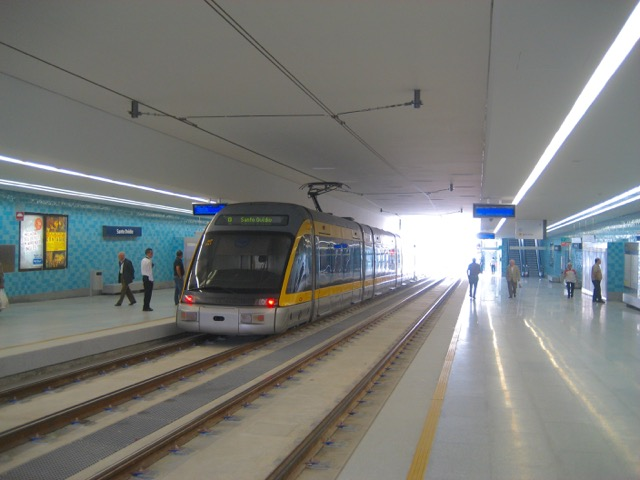
Santo Ovídio
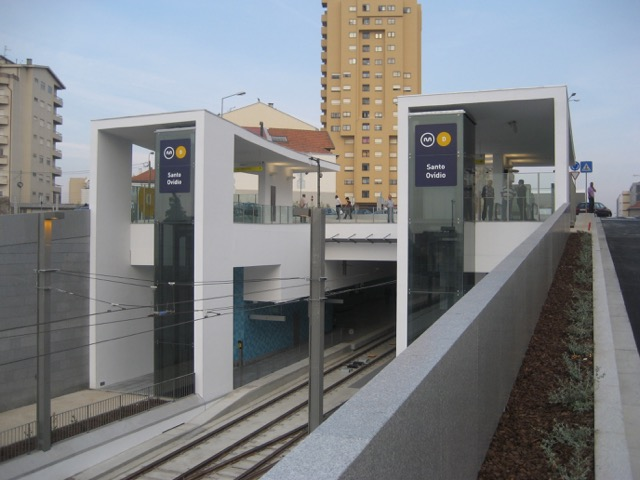
Santo Ovídio
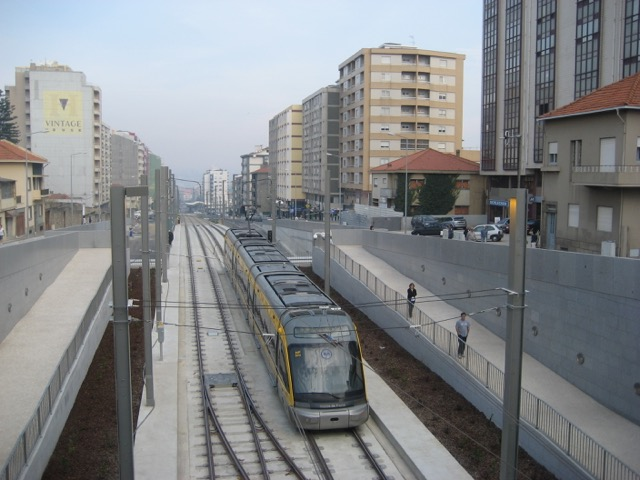
Een Eurotram verlaat het station Santo Ovídio.

### Traject lijn E Verdes - Aeroporto
| Station / Halte | Opening     | Lijnen | Ligging  | Lay-out                                                     | Coördinaten                   |
| --------------- | ----------- | ------ | -------- | ----------------------------------------------------------- | ----------------------------- |
| Verdes          | 27 mei 2006 | B, E   | maaiveld | 4 sporen met 4 zijperrons                                   | 41° 14' 17" NB, 8° 39' 30" WL |
| Bótica          | 27 mei 2006 | E      | maaiveld | 2 sporen met zijperrons                                     | 41° 14' 15" NB, 8° 39' 55" WL |
| Aeroporto       | 27 mei 2006 | E      | maaiveld | 3 sporen met 1 zijperron en 1 middenperron, geheel overdekt | 41° 14' 13" NB, 8° 40' 10" WL |

Komend vanuit de tunnel die begint in de halte Verdes liggen de sporen in de middenberm van de Avenida do Aeroporto. Enkele honderden meters verder is de halte Bótica. De wegkruisingen zijn hier beveiligd met verkeerslichten. Direct na de halte Bótica gaat de lijn opnieuw een tunnel in met daarin een scherpe bocht naar rechts, om onder enkele toe- en afvoerwegen van de luchthaven door te gaan. Eenmaal weer bovengronds is het eindstation Aeroporto. Dit station heeft drie sporen en is geheel overdekt. Een brede ondergrondse corridor zorgt voor verbinding met de luchthaven terminal. Ten noorden van het station is een uitloopspoor waar de trams keren.

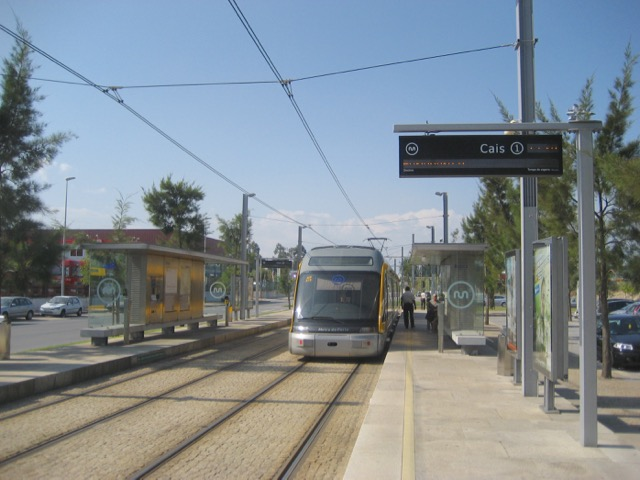
Bótica
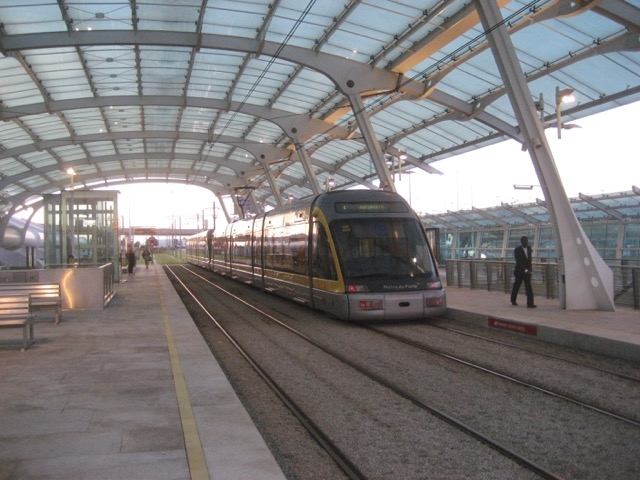
Aeroporto

### Traject lijn F Fânzeres - Estádio do Dragão
| Station / Halte   | Opening        | Lijnen         | Ligging     | Lay-out                                    | Coördinaten                   |
| ----------------- | -------------- | -------------- | ----------- | ------------------------------------------ | ----------------------------- |
| Fânzeres          | 2 januari 2011 | F              | maaiveld    | 2 sporen met zijperrons                    | 41° 10' 17" NB, 8° 32' 34" WL |
| Venda Nova        | 2 januari 2011 | F              | maaiveld    | 2 sporen met zijperrons                    | 41° 10' 30" NB, 8° 32' 31" WL |
| Carreira          | 2 januari 2011 | F              | maaiveld    | 2 sporen met zijperrons                    | 41° 10' 47" NB, 8° 32' 37" WL |
| Baguim            | 2 januari 2011 | F              | maaiveld    | 2 sporen met zijperrons                    | 41° 10' 47" NB, 8° 32' 37" WL |
| Campainha         | 2 januari 2011 | F              | maaiveld    | 3 sporen met 1 zijperron en 1 middenperron | 41° 11' 0" NB, 8° 33' 14" WL  |
| Rio Tinto         | 2 januari 2011 | F              | maaiveld    | 2 sporen met zijperrons                    | 41° 10' 46" NB, 8° 33' 37" WL |
| Levada            | 2 januari 2011 | F              | maaiveld    | 2 sporen met zijperrons                    | 41° 10' 33" NB, 8° 33' 44" WL |
| Nau Vitória       | 2 januari 2011 | F              | verdiept    | 2 sporen met zijperrons                    | 41° 10' 27" NB, 8° 34' 24" WL |
| Nasoni            | 2 januari 2011 | F              | maaiveld    | 2 sporen met zijperrons                    | 41° 10' 14" NB, 8° 34' 38" WL |
| Contumil          | 2 januari 2011 | F              | maaiveld    | 2 sporen met zijperrons                    | 41° 9' 57" NB, 8° 34' 43" WL  |
| Estádio do Dragão | 6 juni 2004    | A, B, Bx, E, F | ondergronds | 3 sporen met 2 middenperrons               | 41° 9' 39" NB, 8° 34' 55" WL  |

Bij de halte Fânzeres liggen twee uitloopsporen die gebruikt kunnen worden om te keren en extra trams op te stellen. In de praktijk wordt meestal gekeerd op de halte zelf. De lijn voert binnen de gemeente Gondomar voornamelijk door een gebied dat nog in ontwikkeling is. Er is echter in de buurt al voldoende bebouwing om toch een redelijk vervoer te genereren. De lijn ligt vanaf Fânzeres tot Baguim in de middenberm van wegen. Vlak voor Baguim is een kort tunneltje onder een rotonde. Vanaf Baguim heeft de lijn een geheel eigen tracé op maaiveldniveau waarbij de wegkruisingen zijn beveiligd met verkeerslichten. Tussen de haltes Levada en Nau Vitória gaat de lijn door een 950 m lange tunnel. De halte Nau Vitória ligt verdiept in een rotonde. Na Nau Vitória ligt de lijn tot even voorbij Nasoni in de middenberm van een weg. Iets verder gaat de lijn aan de zijkant van een straat parallel aan de spoorlijn van Campanhã naar het noorden lopen waarbij de tramlijn en de straat geleidelijker naar een hoger niveau gaan dan de spoorlijn. Na de halte Contumil daalt de tramlijn weer, gaat onder een weg door en dan de tunnel van het station Estádio do Dragão in. Vanaf hier volgen de trams het gezamenlijk traject van de lijnen A, B, C, E en F

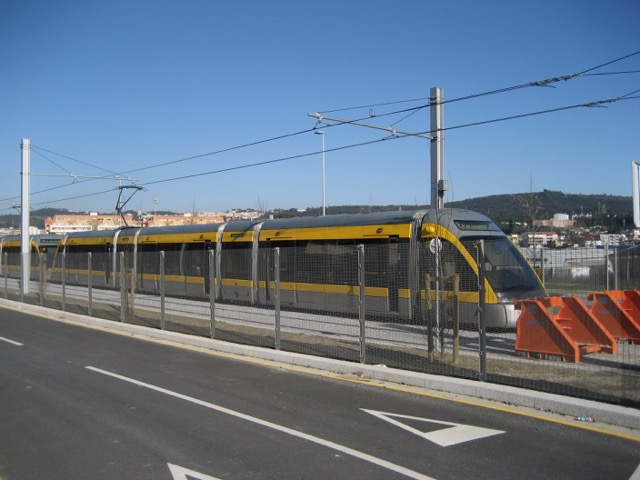
De opstelsporen bij de eindhalte Fânzeres
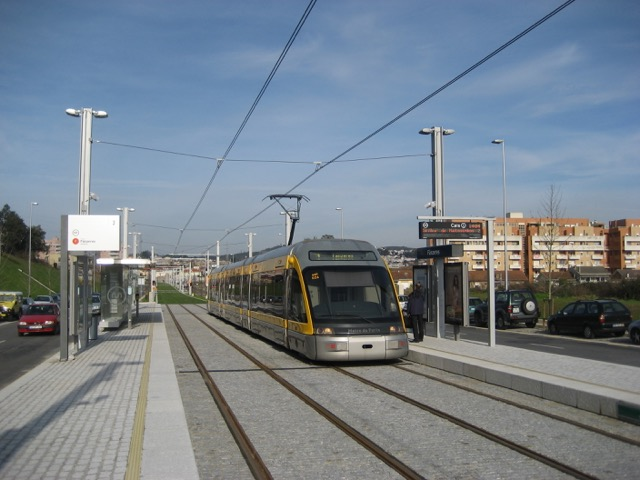
Fânzeres
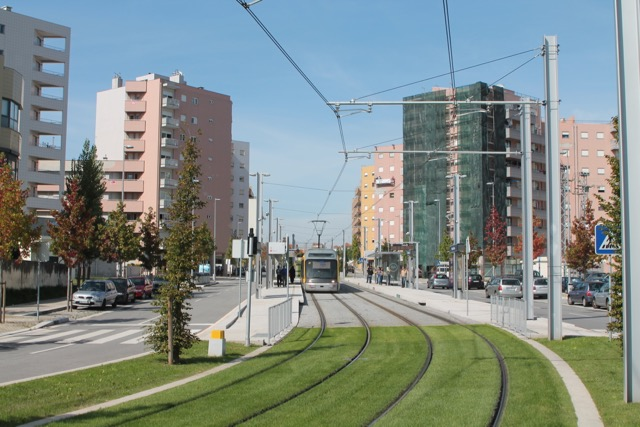
Venda Nova
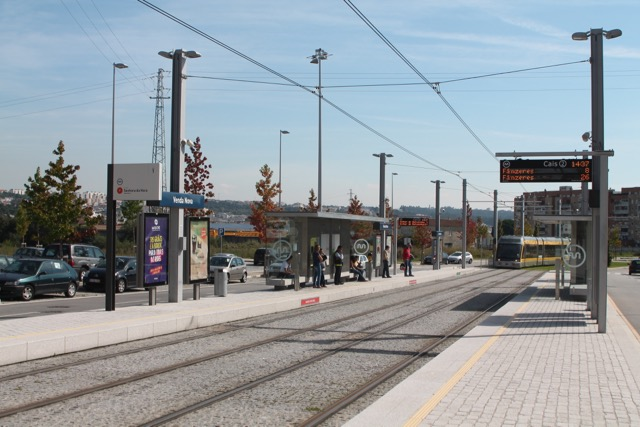
Venda Nova
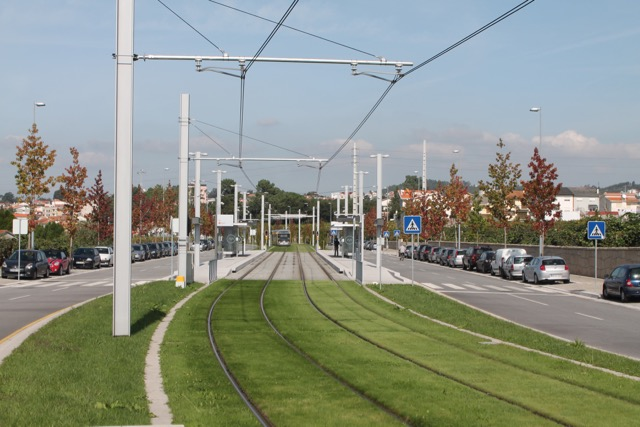
Carreira
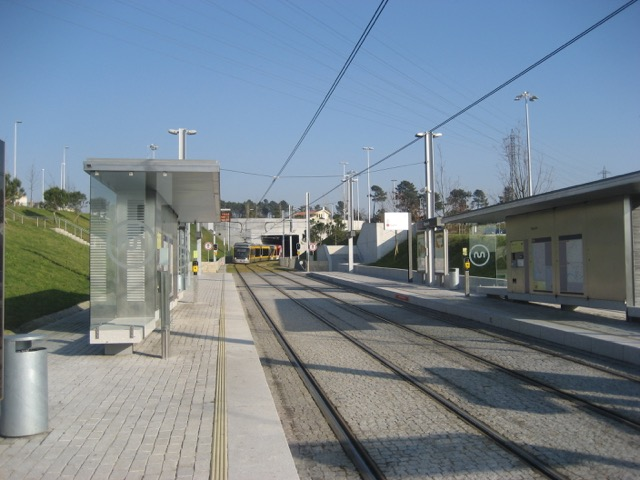
Baguim
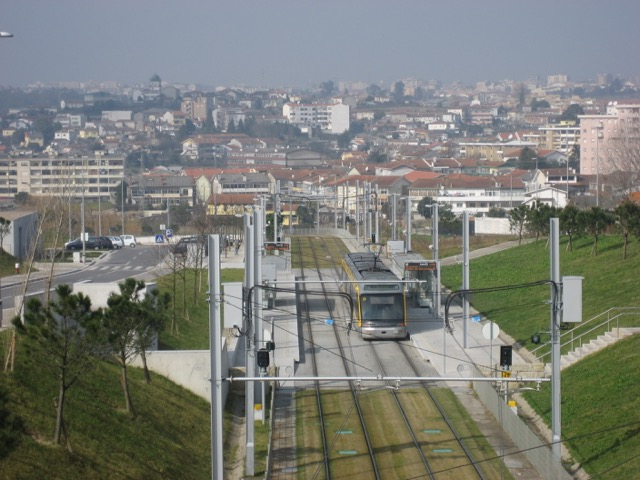
Baguim
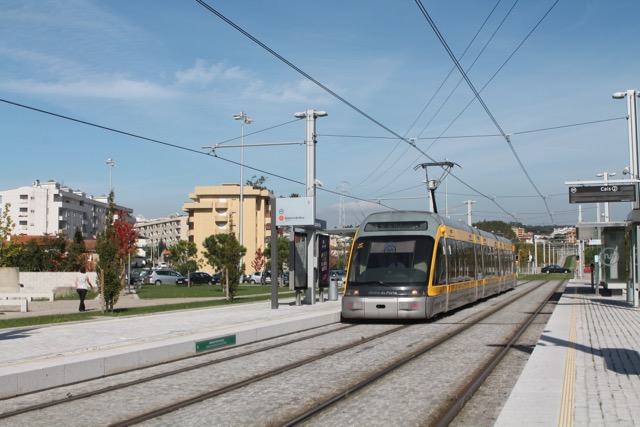
Campainha
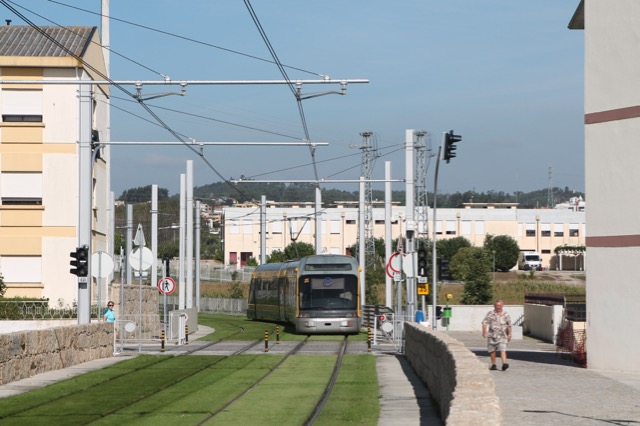
Een Eurotram tussen Rio Tinto en Campainha
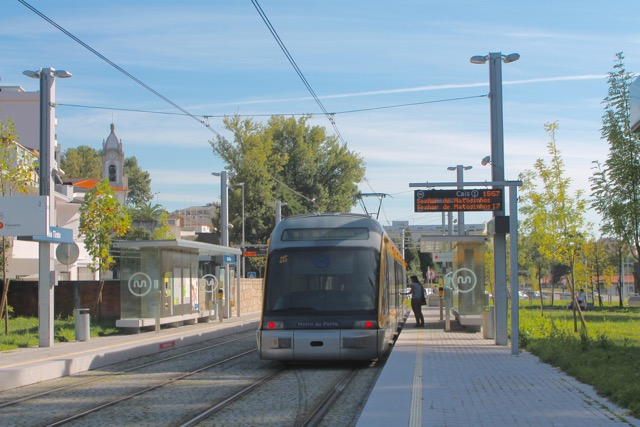
Rio Tinto
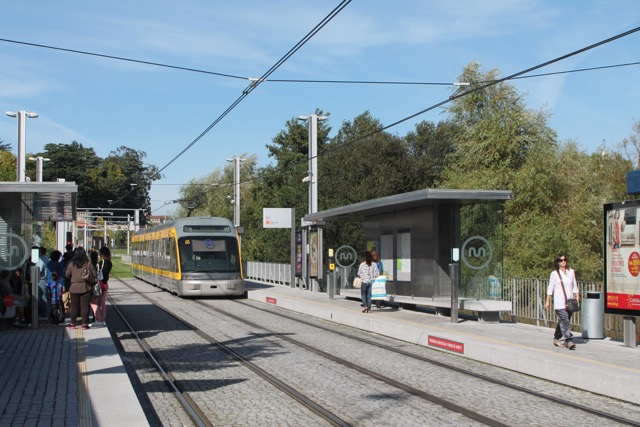
Levada
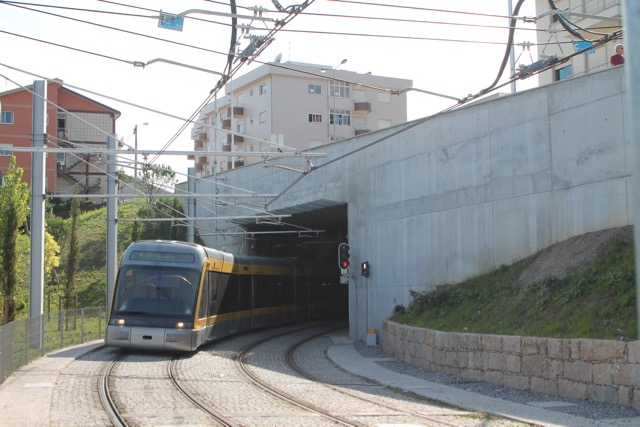
Tunnelingang bij de halte Levada
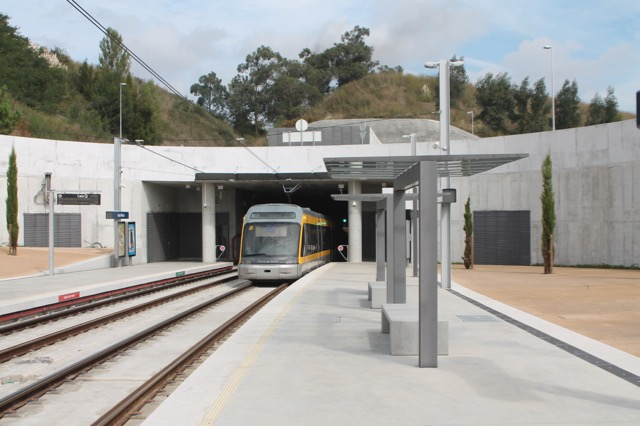
Nau Vitória met de tunnelingang
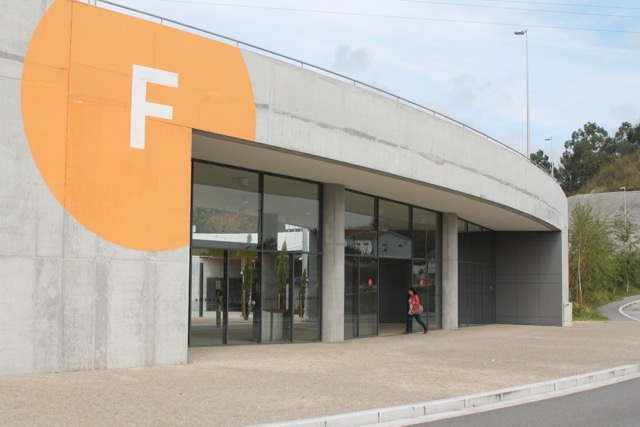
Ingang van Nau Vitória
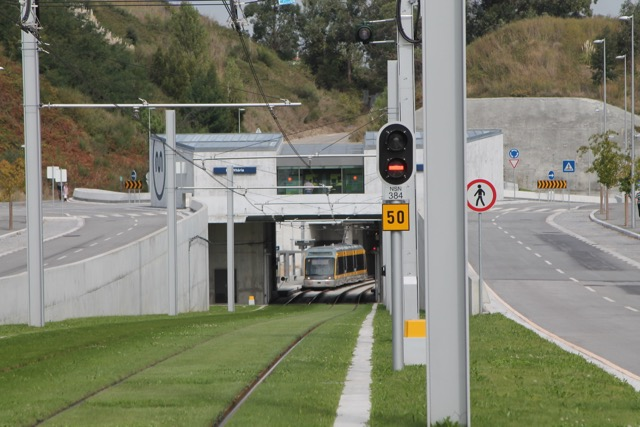
Nau Vitória
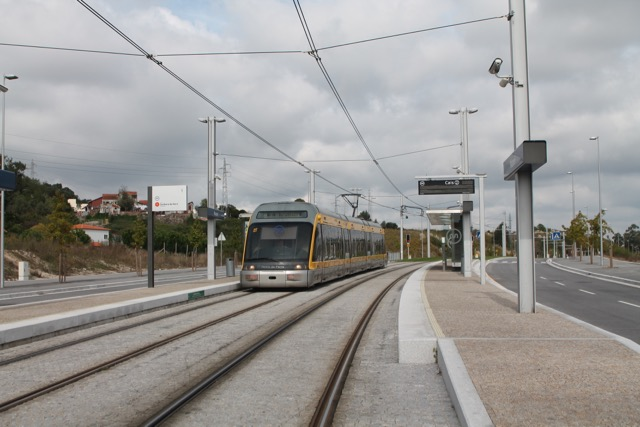
Nasoni
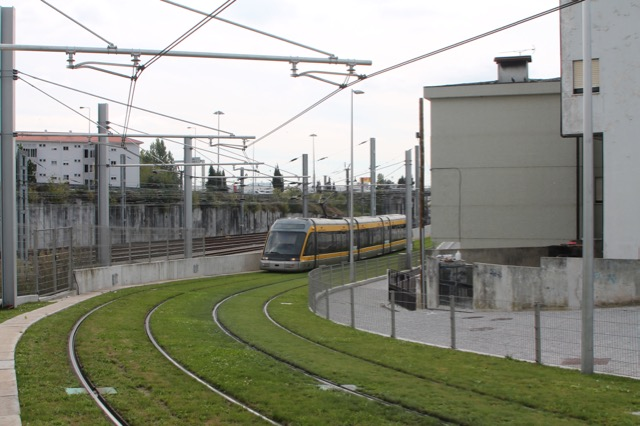
Een Eurotram tussen Contumil en Nasoni
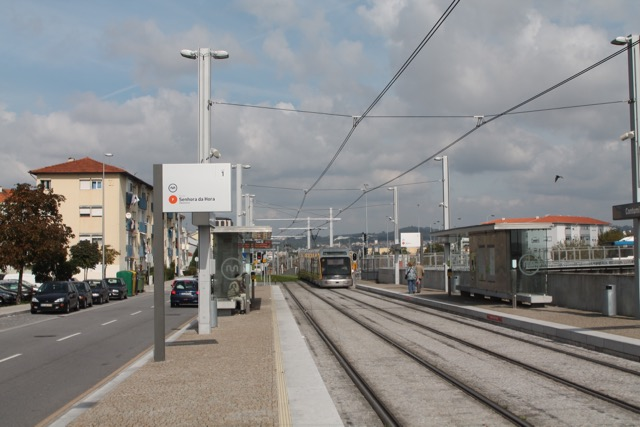
Contumil
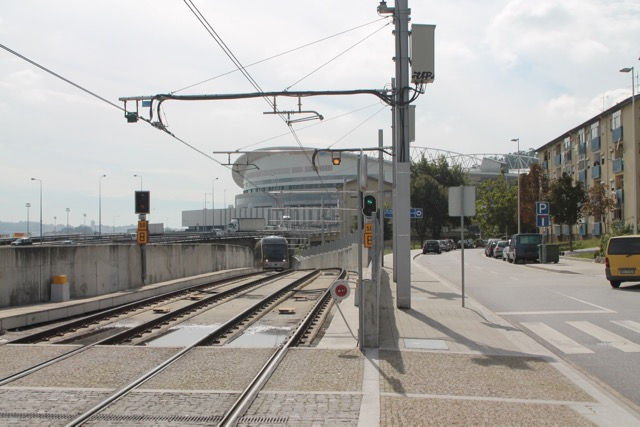
Estádio do Dragão gezien vanaf de halte Contumil

### Verbindingstunnel Túnel J
Voor de verbinding van lijn D met de remise en werkplaats van Guifões is een enkelsporige tunnel gebouwd tussen de Lapa tunnel in het gezamenlijke traject van de lijnen A, B, C, E en F en de tunnel van lijn D. Deze verbindingstunnel takt op lijn D net ten noorden van het station Trindade aan, is 274 m lang en wordt Túnel J genoemd.

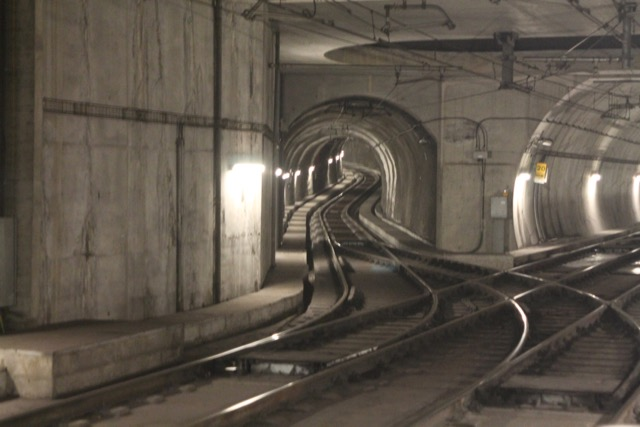
De verbindingstunnel bij Trindade tussen lijn D en de rest van het net van de Metro do Porto.

## Klassieke tram
In Porto rijden ook nog 3 klassieke tramlijnen met oude tweeassige motorwagens met trolleystang. Het betreft het restant van het vroegere klassieke tramnet dat in tegenstelling tot Lissabon normaalspoor heeft. Hierbij worden er nog 3 lijnen in een halfuursdienst geëxploiteerd. Alhoewel het officieel geen museumbedrijf betreft is dit het in feite wel. In totaal doen 4 trams dienst en geldt een speciaal tarief van € 3. Inwoners van Porto kunnen echter wel met hun chipkaart met deze lijnen reizen. De trams zijn dan ook voorzien van een chipkaartlezer. Het betreft de volgende lijnen:
- Lijn 1: Passeio Alegre-Infante
- Lijn 18: Massarelos-Carmo
- Lijn 22: Circular Carmo-Batalha

Lijn 18 en 22 zijn korte ringlijntjes in het centrum terwijl lijn 1 vanaf het centrum de Douro volgt tot Passeio Alegre. Langs het gehele traject rijdt ook buslijn 500 parallel.

## Wetenswaardigheden

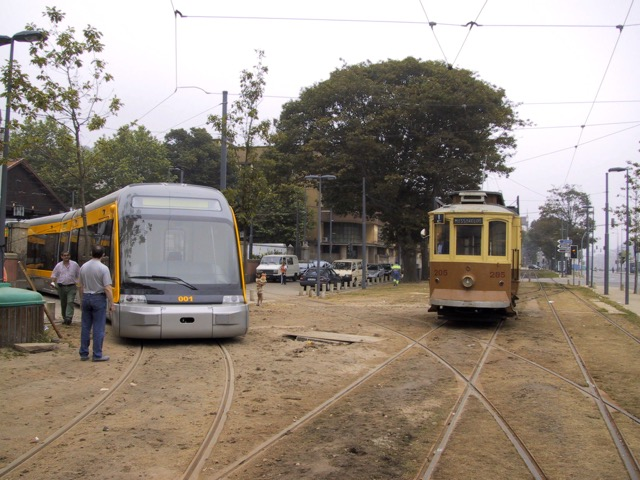
Eurotram MP 001 verlaat het trammuseum Massarelos op 2 juli 2001. Rechts staat tram 205 van de STCP.

- De Metro do Porto en de klassieke trams hebben dezelfde spoorwijdte, maar de netwerken zijn niet fysiek met elkaar verbonden. Toch is een Eurotram van de Metro do Porto op de rails geweest van de oude trams. In juni 2001 is Eurotram 001 tentoongesteld in het trammuseum van Porto. Op 2 juli vertrok de tram weer.
- Eurotram 018 is voor de indienststelling in Porto in 2003 op bezoek geweest in Melbourne.
- Enkele automobilisten hebben vergeefs geprobeerd om na de opening van de lijn over het bovendek van de Ponte Luís I toch via deze route van VN de Gaia naar Porto te rijden. Voor vier van hen is de rit geëindigd in de ingang van de tunnel of zelfs pas in de tunnel.[15]